# Ampel

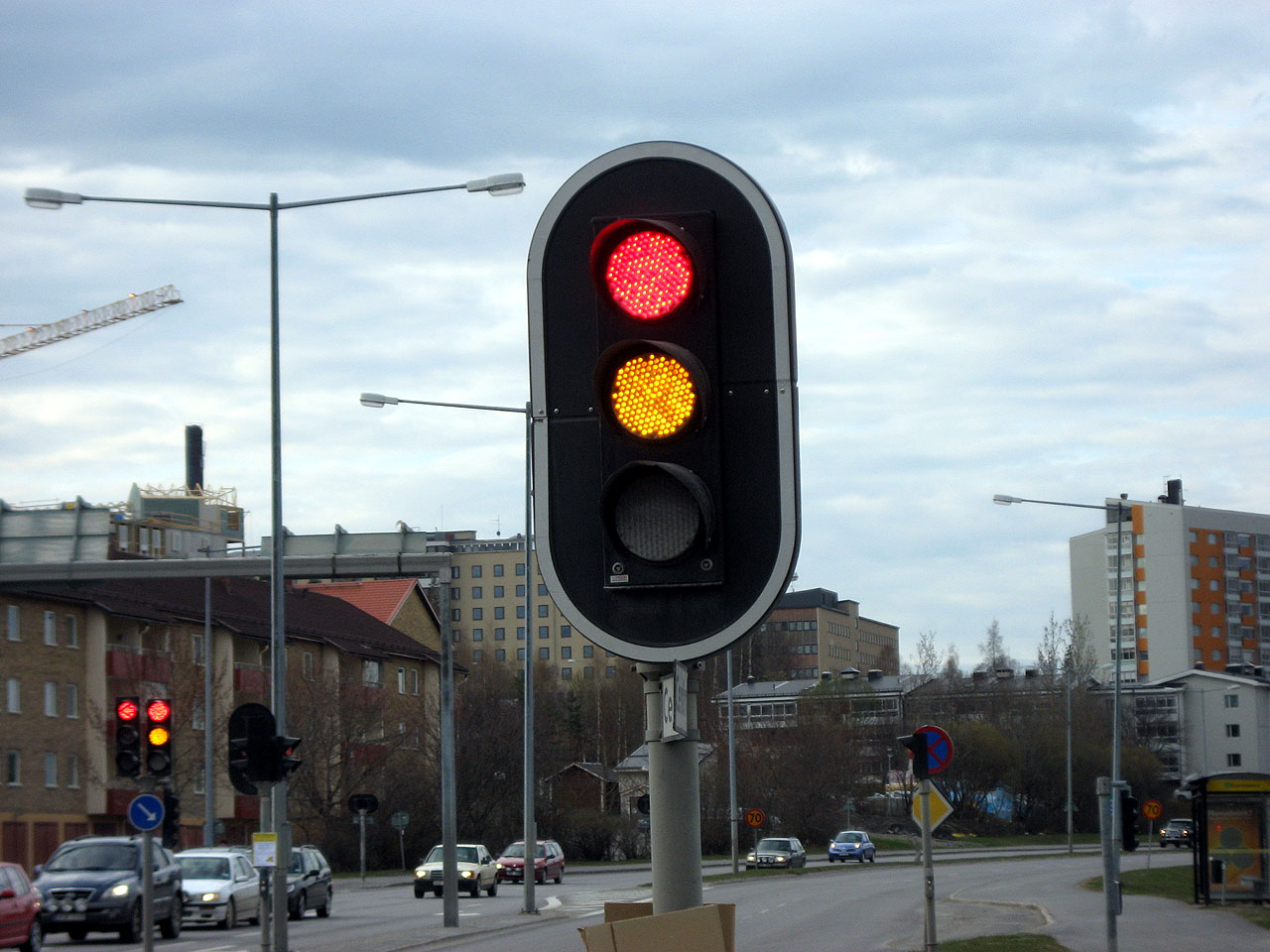
Schwedischer Lichtsignalgeber

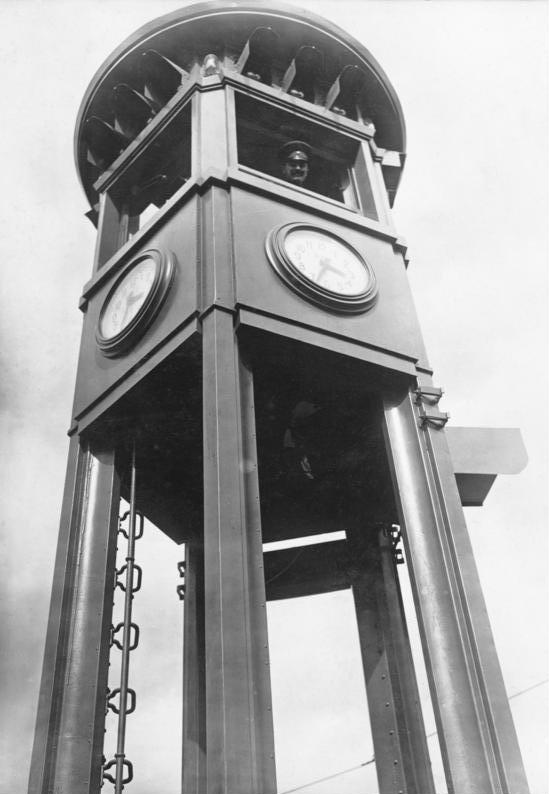
Verkehrsturm am Potsdamer Platz in Berlin mit der ersten Ampelanlage Deutschlands, in Betrieb genommen im Dezember 1924

Rathauskreuzung in Schweinfurt mit Lichtzeichenanlage. Sie wurde in den 1950er Jahren von einem Polizisten in einer 1953 in Betrieb genommenen Kabine angepasst an das jeweilige Verkehrsaufkommen geschaltet

Zeichen 131 der StVO – Lichtzeichenanlage (Deutschland)

Ampel (von lateinisch ampulla „kleine Flasche [speziell für Salben und Öle]“, spätere übertragene Bedeutung „Leuchte“) ist die allgemeinsprachliche Bezeichnung für einen Signalgeber einer Lichtsignalanlage (LSA) oder Lichtzeichenanlage (LZA). Die Bezeichnung steht zudem für die „Ampelanlage“ als Ganzes. Diese dient der Steuerung des Straßen- und Schienenverkehrs. Ampeln ordnen für Verkehrsteilnehmer ein bestimmtes Verhalten an, indem sie gesteuerte Signale abgeben. Diese nach Form und Farbe verschiedenartigen Verkehrszeichen haben jeweils eine andere Bedeutung und wirken nur für die jeweilige Geh- oder Fahrtrichtung des zu regelnden Verkehrs.

## Bezeichnung

### Rechtliche Bezeichnung
In den verkehrsrechtlichen Verordnungen der deutschsprachigen Länder Deutschland, Österreich und der Schweiz wird die Verkehrsampel unterschiedlich bezeichnet. So wird sie als Verkehrseinrichtung in Deutschland nach § 43 der Straßenverkehrsordnung (StVO) als Lichtzeichenanlage (LZA) bezeichnet. In der österreichischen Straßenverkehrsordnung (§ 39) und in der Signalisationsverordnung (SSV) zum Schweizer Strassenverkehrsgesetz wird die Bezeichnung Lichtsignalanlage (LSA) verwendet.
Der in der deutschen StVO verwendete Begriff Lichtzeichenanlage hat in Österreich eine rechtlich andere Bedeutung, da er nach dem österreichischen Eisenbahngesetz nur Anlagen an Eisenbahnkreuzungen bezeichnet.
In der deutschen StVO erfolgt zudem in § 37 eine Unterteilung nach Wechsellichtzeichen, Dauerlichtzeichen und Grünpfeil. Als Ampel wird dabei gewöhnlich ausschließlich ersteres bezeichnet.

### Technische Bezeichnung
In technischen Regelwerken in Deutschland (Richtlinien für Lichtsignalanlagen (RiLSA) der Forschungsgesellschaft für Straßen- und Verkehrswesen) und in der Schweiz (Schweizer Normen (SN) des Schweizerischen Verbands der Straßen- und Verkehrsfachleute) ist der Begriff Lichtsignalanlage gebräuchlich. In Österreich (Richtlinien und Vorschriften für das Straßenwesen (RVS 05.04.3) der Forschungsgesellschaft Straße – Schiene – Verkehr) wird die genauere Bezeichnung „Verkehrslichtsignalanlage“ (VLSA) verwendet. Die Abkürzung LSA ist jedoch in Österreich unter Fachleuten ebenso wie in Deutschland und in der Schweiz üblich.

### Umgangssprachliche Bezeichnungen
Die in der Alltagssprache für eine Lichtsignalanlage verwendeten Begriffe „Ampelanlage“ oder kürzer „Ampel“ gehen auf die ähnlichen Hängeleuchten zurück, die man früher ebenfalls als Ampeln bezeichnete, mehr dazu unter Etymologie. Die ersten Signalgeber waren an Drahtseilen hängend über dem Mittelpunkt der Kreuzung befestigt (Heuerampel) und erinnerten so an Hängeleuchten. Im Laufe der Zeit trat die Wortbedeutung als Verkehrsampel immer mehr in den Vordergrund. Vor allem bei Anbringung oberhalb des Straßenkörpers findet man auch heute noch häufig eine hängende Befestigung, in einigen Regionen auch weiterhin pendelnd an Drahtseilen.
Die umgangssprachlich verwendete Bezeichnung Ampel diente als Quelle von weiteren Wortschöpfungen in der deutschen Sprache. So lassen sich die Begriffe Ampelkoalition oder die Ampel als Lebensmittelkennzeichnung auf die drei Ampelfarben zurückführen.
Wegen der vielfältigen offiziellen Bezeichnungen wird hier im Artikel meist das umgangssprachliche Synonym Ampel verwendet.

## Etymologie des WortesAmpel

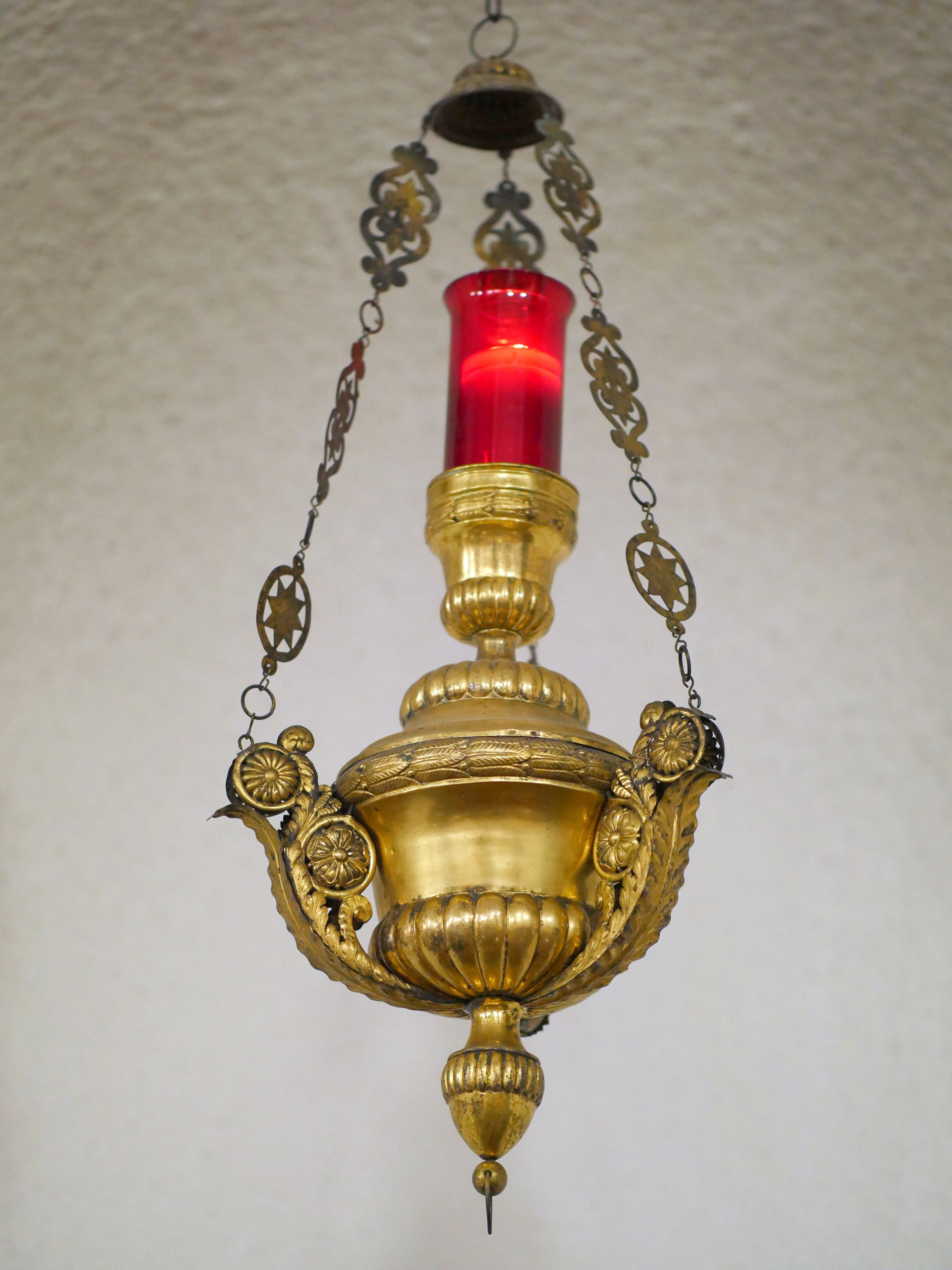
Ampel mit Ewigem Licht in einer katholischen Kirche

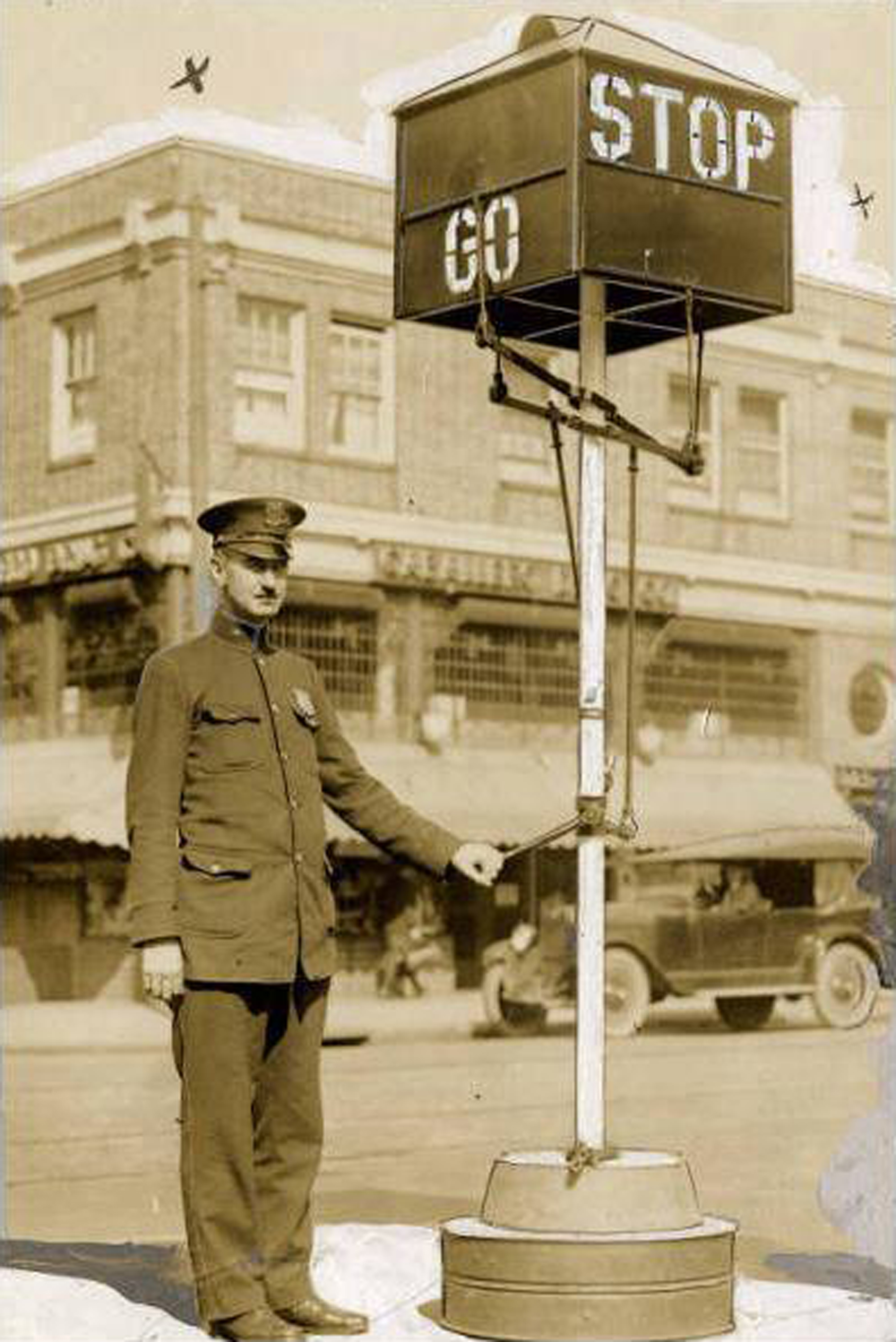
Beamter mit einem manuell betriebenen Verkehrszeichen, Philadelphia, 1922

Der Begriff Ampel ist eine Entlehnung aus lateinisch ampulla (eigentlich *amp(h)orula, dann *amporla, *ampurla) „kolbenförmiges Gefäß mit zwei Henkeln, kleine Flasche“ (siehe Ampulle und Pulle), einem Diminutiv von lateinisch amphora „zweihenkliges Tongefäß“ (mit Nebenform ampora), das selbst dem gleichbedeutenden altgriechischen ἀμφορεύς amphoreús entlehnt ist. Als Ampel – althochdeutsch amp(ul)la, mittelhochdeutsch ampulle, ampel, mittelniederdeutsch ap(p)olle, appulle – wurde zunächst ein „kleines Gefäß für Öl oder andere Flüssigkeiten“ bezeichnet, meist zu geweihtem Gebrauch bestimmt, im Mittelalter vor allem das Ewige Licht in der Kirche (ein von der Decke herabhängendes, fortwährend brennendes Öllämpchen) und vom 14. Jahrhundert an die Lichtquelle im Hause (dort seit dem 16. Jahrhundert mit „Lampe“ konkurrierend).
Früher waren auch manuell betriebene Verkehrszeichen im Einsatz.
Eine Neubelebung erfuhr der Begriff Ampel als Kurzwort für Verkehrsampel im 20. Jahrhundert.

## Geschichte

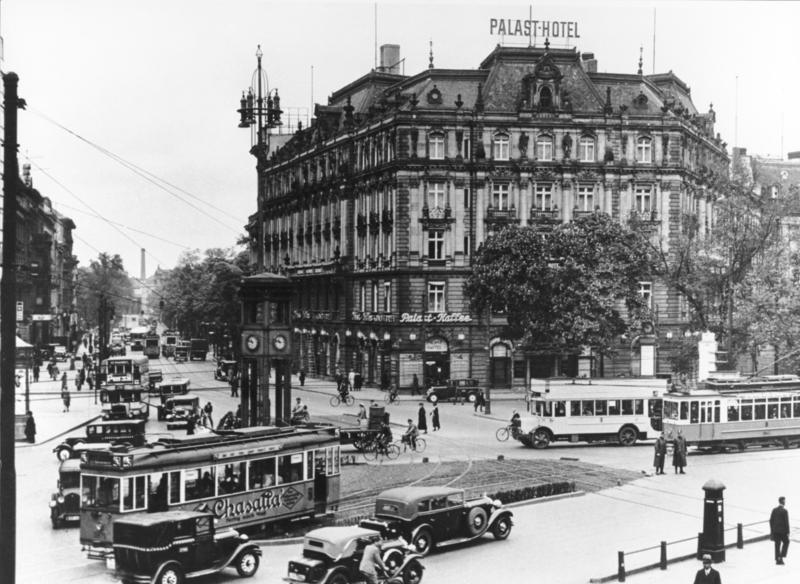
Verkehrsturm am Potsdamer Platz im Jahr 1930

Die erste Lichtsignalanlage der Welt wurde am 10. Dezember 1868 in London auf dem Parliament Square aufgestellt. Sie wurde mit Gaslicht betrieben und explodierte nach kurzer Zeit.
Erst nach der Verbreitung des elektrischen Lichts in den Großstädten wurden ab 1912 wieder Lichtsignalanlagen zur Verkehrsregelung aufgestellt. Die am 5. August 1914 installierte Lichtsignalanlage in Cleveland, USA, gilt als erste elektrische Verkehrsampel der Welt und hatte nur zwei Lampen, rot und grün. Die ersten dreifarbigen Lichtsignalanlagen hielten 1920 in Detroit und New York Einzug. In Europa wurde die erste dreifarbige Lichtsignalanlage – mit noch mechanischer Steuerung – 1922 in Paris (Rue de Rivoli/Boulevard de Sébastopol) eingerichtet.
In Deutschland ging die erste Lichtzeichenanlage mit dem Verkehrsturm am Potsdamer Platz in Berlin am 15. Dezember 1924 in Betrieb. Am 23. November 1925 folgten weitere Anlagen an drei Kreuzungen der Leipziger Straße (Wilhelmstraße, Mauerstraße und Friedrichstraße). Um 1933 existierten auf der Potsdamer Straße bereits sieben, auf der Leipziger Straße acht Ampeln.
Die erste Lichtzeichenanlage Hamburgs wurde am 14. November 1925 an der Kreuzung Mönckebergstraße und Steintorwall in Betrieb genommen; entwickelt wurde sie vom Hamburger Ingenieur Paul Arnheim. Wenige Monate später folgten weitere, unter anderem am Stephansplatz, dessen Verkehr bis dahin von sechs mit jeweils zwei Polizisten besetzten Posten geregelt worden war. Für die an einigen Stellen erwähnte Aussage, dass die erste Ampel Deutschlands bereits 1922 am Hamburger Stephansplatz aufgestellt wurde, gibt es keinen nachprüfbaren und plausiblen Beleg.
1925 folgten Mailand (Piazza Duomo) und Rom (Via del Tritone/Via Due Macelli), 1926 London (Piccadilly Circus) und Wien (Opernkreuzung), 1927 München (Bahnhofsplatz) und Prag (Hybernská/Dlážděná/Havlíčkova), 1928 Den Haag (Niederlande), Bremen (Brill), Essen (Alfredstraße/Bismarckstraße) und Nürnberg (Königstor), 1929 Barcelona, 1930 Frankfurt am Main (Kaiserstraße/Neue Mainzer Straße), Leningrad, Moskau und Tokio, 1931 Hannover (Kröpcke).
Kleinere Großstädte wie Braunschweig und Krefeld (1951), Basel, Helsinki (1952), Luzern (1952), Gelsenkirchen (1953), Heilbronn (1954) und Bremerhaven (1957) erhielten ihre ersten Lichtsignalanlagen in den 1950er Jahren.
Weil sich die Verkehrsteilnehmer erst allmählich an Ampeln gewöhnten und ihre Verbindlichkeit anfangs nicht ernst nahmen, gab es Erfindungen, die das optische Signal durch ein akustisches unterstrichen, wie diese eines Londoner Ingenieurs:

„Äußerlich unterscheidet sich die sprechende Verkehrsampel nur wenig von einer gewöhnlichen Anlage. […] In einem an den Lampenkasten angeschlossenen Gehäuse befindet sich eine sehr gedrängt konstruierte kleine Magnetophonapparatur mit einem Band, das als Träger der Verkehrs-Befehle, oder besser -Warnungen dient, die mit sympathischer männlicher oder weiblicher Stimme durch einen eingebauten Lautsprecher angesagt werden.“

## Verwendung

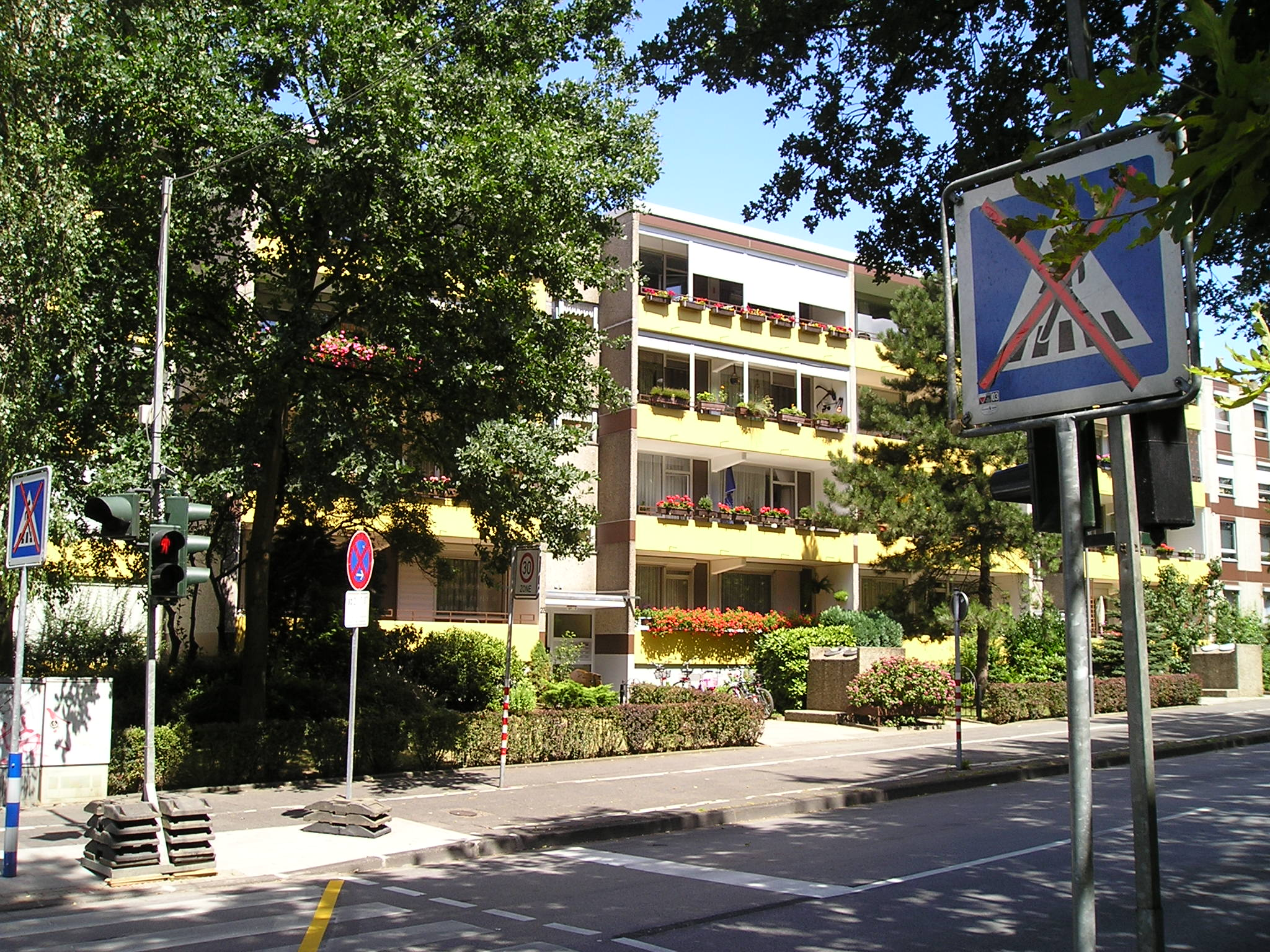
Behelfsampel (Deutschland)

Der Einsatz von Ampelanlagen hat unterschiedliche Gründe, beispielsweise um den Verkehrsfluss zu regeln und gefährliche oder gefahrenträchtige Verkehrssituationen zu unterbinden (Verkehrssicherheit). Im Straßenverkehr sind dies Kreuzungen und Einmündungen sowie Engstellen, zum Beispiel bei Baustellen oder Brücken.

### Kreuzungen und Einmündungen
Ampeln werden aus folgenden Gründen an Kreuzungen oder Einmündungen (Knotenpunkten) eingesetzt:
- Die Anlage kann der Optimierung des Verkehrsflusses dienen. Bei hohen Verkehrsdichten, beispielsweise bei mehreren Fahrstreifen oder Fahrbahnen pro Richtung, erlauben Ampelanlagen die beste Kontrolle des Verkehrsdurchsatzes.
- Sie können zur Entschärfung von Gefahren an komplizierten oder unübersichtlichen Kreuzungen beitragen. Bei Knotenpunkten mit mehr als vier Richtungen kann die Regelung mit Verkehrsschildern unklar oder unübersichtlich sein und zu Unfällen führen. Eine Lichtzeichenanlage vereinfacht solche Situationen durch klare Anweisungen, eventuell ergänzt durch zusätzliche Warnlichter, beispielsweise wenn dem Gegenverkehr Vorrang gewährt werden muss.
- An Kreuzungen mit entsprechendem Verkehrsaufkommen, an denen aus Platzgründen kein Kreisverkehr eingerichtet werden kann, können sie eingesetzt werden.
- An Baustellen und bei Kranarbeiten werden mobile Ampeln für die Verkehrssicherung eingesetzt. Mobile Ampeln gehören zur Verkehrstechnik.

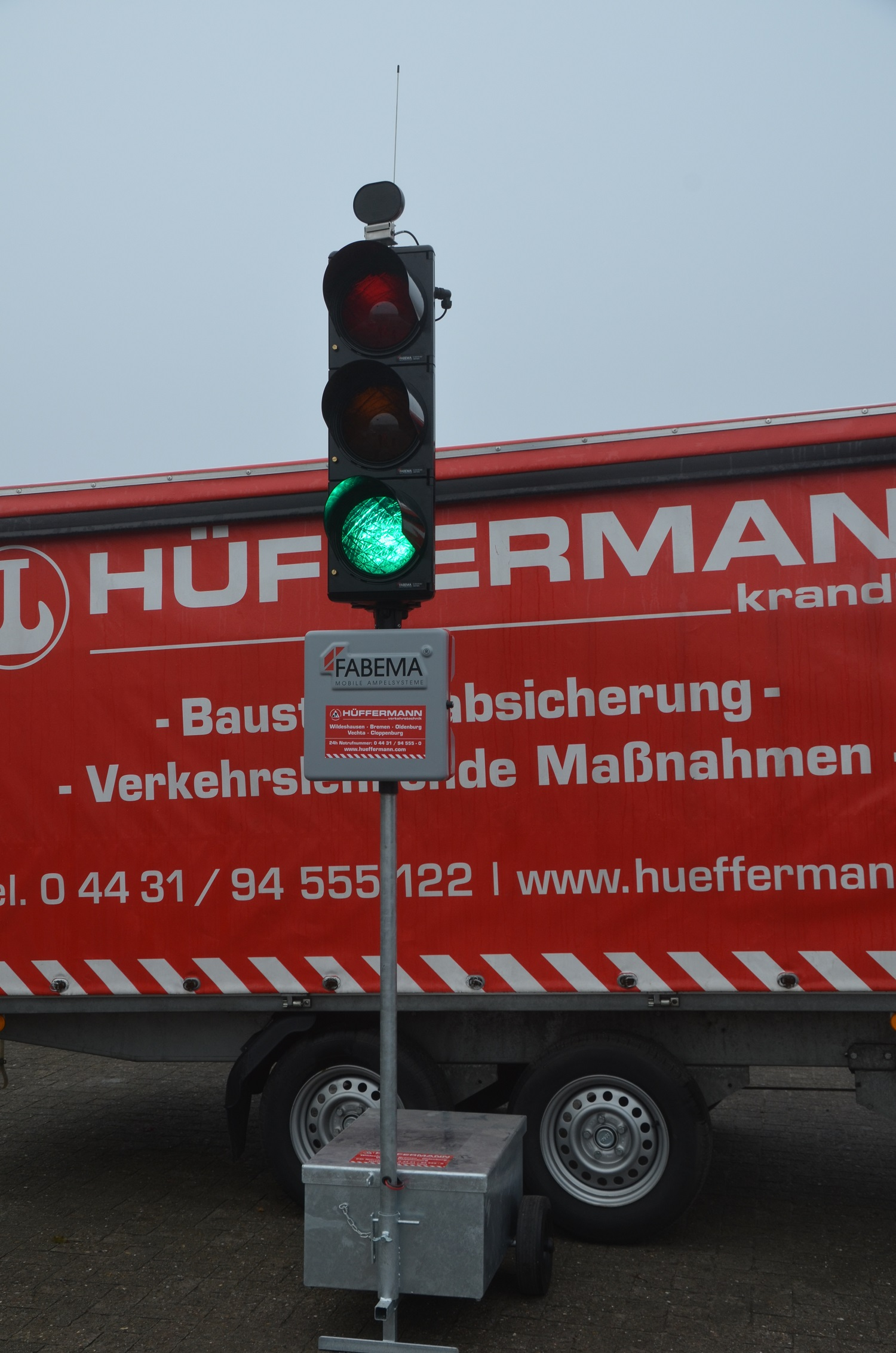
Mobile Ampel

Nur für Kreuzungen oder Einmündungen mit schnellen und starken Kfz-Verkehren oder Straßenbahntrassen oder ähnlich geregelte Busspuren sind Lichtsignalanlagen im Straßenverkehr erforderlich bzw. nur hier haben sie sich als Standard durchgesetzt. Auch bei sehr hohen Fuß- oder Radverkehrsaufkommen sind sie nicht erforderlich, bzw. nur an deren Kreuzungsstellen mit Kfz- oder Bahnverkehr.

### Fußgängerverkehr
Um Fußgängern ein sicheres Überqueren von verkehrsreichen Fahrbahnen auf Straßen zu ermöglichen, werden Fußgängersignalanlagen (auch „Fußgängerschutzanlagen“ genannt) eingesetzt. Diese Anlagen werden häufig mit einer Anforderung (fast immer per Knopfdruck) durch die Fußgänger betrieben. Dabei sind Varianten möglich, bei denen die Signalgeber für den Fahrzeugverkehr in der Grundstellung auf „Dunkel“ geschaltet sind. Nach Anforderung durch den Fußgänger schalten die Fahrzeugsignale von Dunkel über Gelb auf Rot.
Die erste auf Anforderung schaltende Fußgängerampel in Deutschland wurde 1937 im Berliner Tiergarten installiert: „Hier kann der Fußgänger, wenn er die Fahrbahn überschreiten will, die Ampel selbst durch Auslösen eines Kontaktes auf Rot einschalten und damit den ganzen Fährverkehr auf der Hauptstraße, der durch den Tiergarten führt und außerordentlich stark ist, vorübergehend zum Halten bringen. Bekanntlich ist der Fußgängerverkehr in diesen Parkanlagen äußerst gering. Auf diese Weise wird der Verkehr nicht unnötig gestoppt.“
Fußgängersignalanlagen dienen meist bei (bodenmarkierten) Fußgängerschutzwegen (in Deutschland die Fußgängerfurt, in Österreich und der Schweiz den Zebrastreifen) als Querungshilfe. Bei geringem oder ausreichend langsamem Fahrzeugverkehr, der verkehrsorganisatorisch gefördert werden kann (vgl. Shared Space), und wechselweiser Rücksichtnahme durch Zusammenwarten von Fußgängern einerseits und Lückenöffnen in einer Kolonne rollender Fahrzeuge, Blickkontakt und Kommunikation andererseits können Fußgänger auch ohne Signalschutz zeitlich und räumlich flexibel sowie sicher queren. Fußgängerschutzweg und -signalanlage organisieren das Quergehen (samt Kinderradfahren, Skaten, Fahrradschieben, Rollstuhlfahren) lokal an einer Stelle und in Zeitschlitzen. Bei hohem Fußgängerverkehrsaufkommen und begrenzter Sensorik und Logik des Ampelsystems stoßen Fußgängerampeln rasch an ihre Leistungsgrenze. Fußgänger werden nicht selten auf Schutzwegen durch falsch querende Fahrzeuge (Rotlichtmissachtung) verletzt. In der Straßenverkehrsordnung ist nicht festgelegt, ab welchem Abstand zur Ampel das Überqueren erlaubt ist.

### Radverkehr

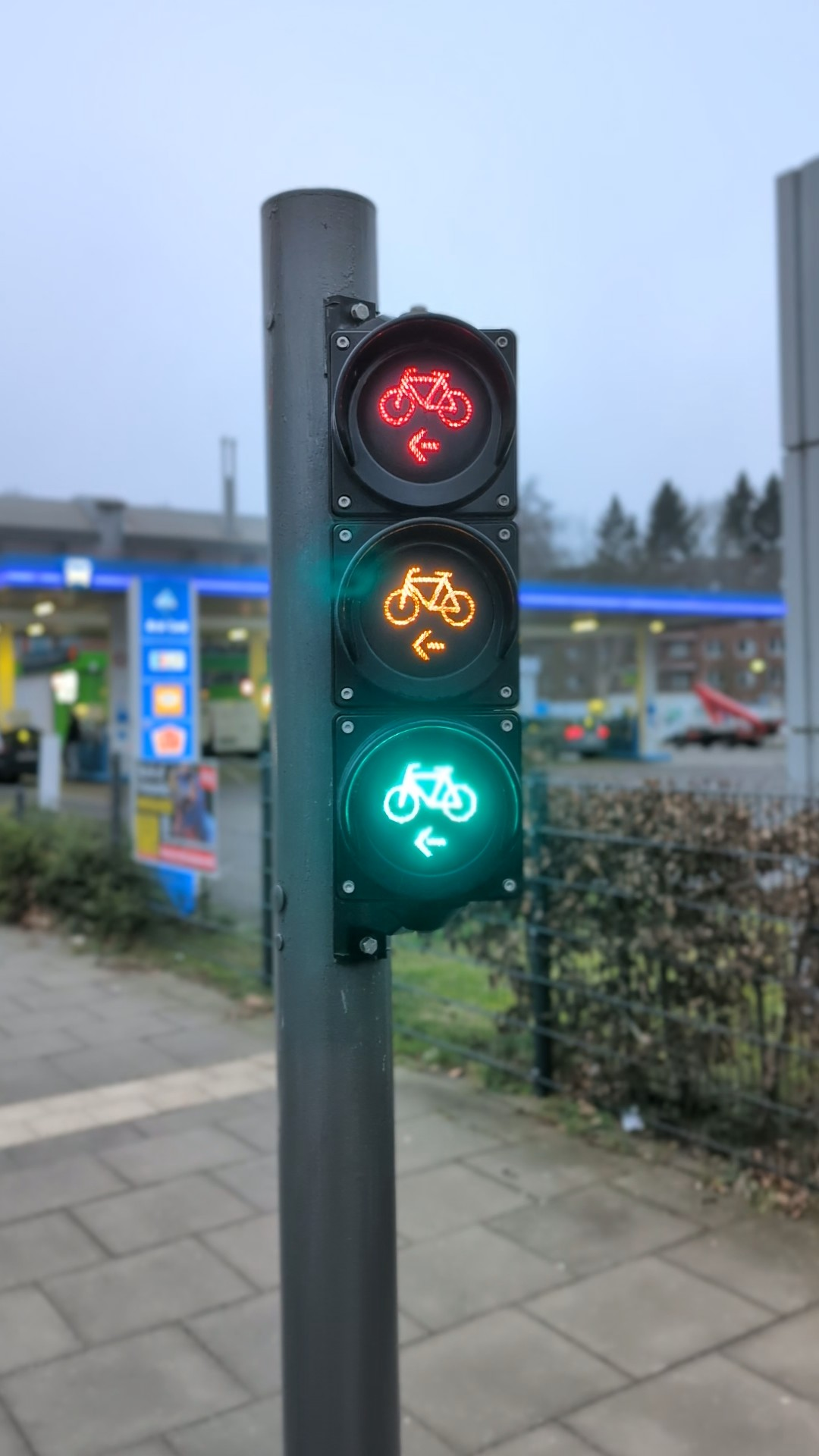
Fahrradampel in Hamburg

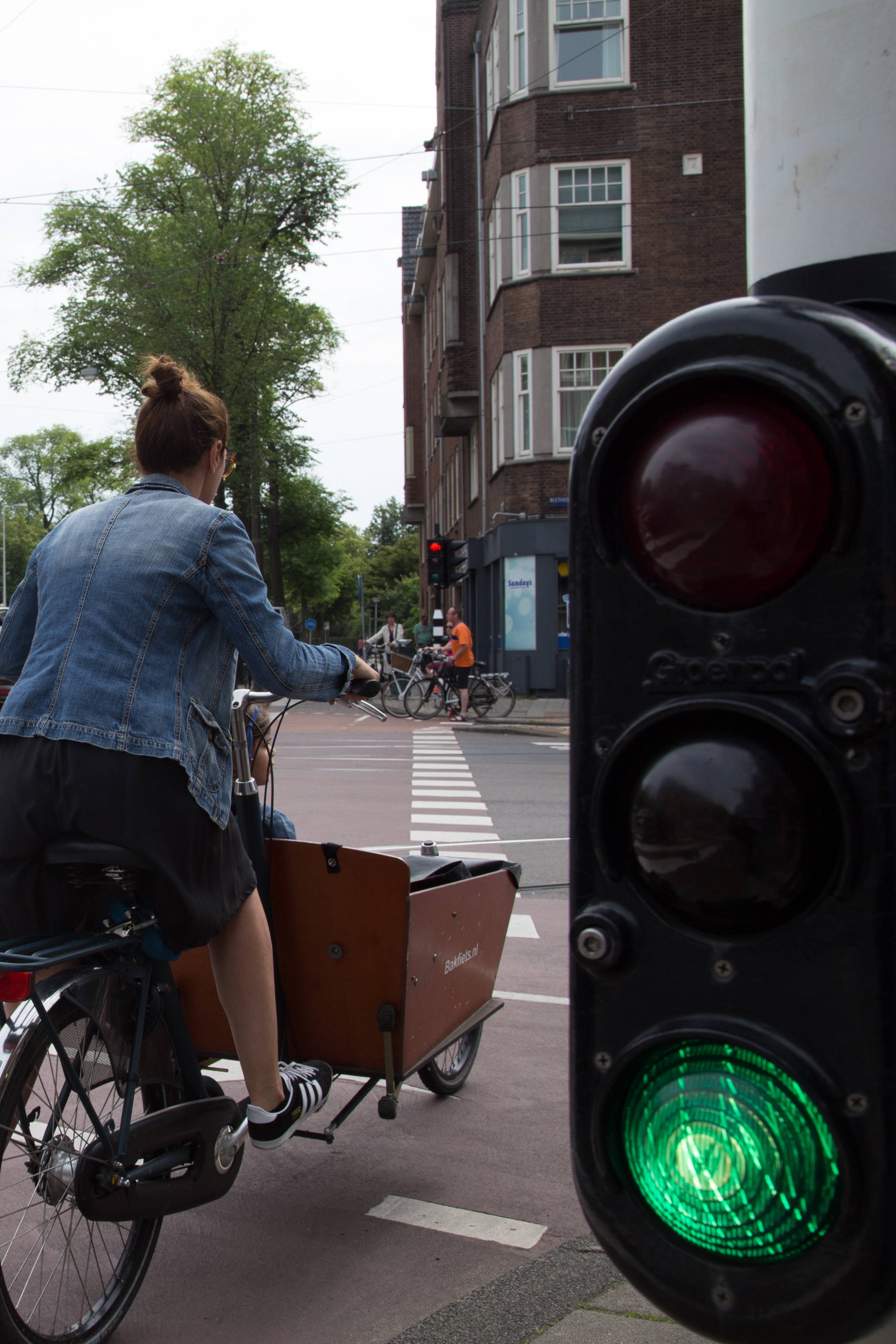
Kleine Ampel im Pfosten einer großen Ampel in Amsterdam

Findet der Radverkehr auf der Fahrbahn statt, gelten für Fahrrad und Kfz dieselben Signale. Bei Anforderungsampeln besteht vielerorts das Problem, dass Induktionsschleifen in der Fahrbahn so unempfindlich eingestellt sind, dass sie Fahrräder nicht erkennen.
Wo der Radverkehr auf Radwegen stattfindet, haben sich Radfahrer oft nach den Fußgängerampeln zu richten, die dann mit sogenannten Kombisignalen ausgestattet sind (in Deutschland: sein müssen), das heißt, die Signalfarbe wird in Gestalt eines Fußgänger- und eines Fahrradsymbols ausgestrahlt. Da Radfahrer zum Überqueren einer Fahrbahn wesentlich weniger Zeit brauchen, als für Fußgänger einzurechnen ist, ermöglichen separate Fahrradsignale wesentlich längere Grünphasen für den Fahrradverkehr. Mancherorts sind das kleine Signalgeber an der Warteposition für Fahrräder. Andernorts wird die Fahrradampel jenseits der Kreuzung angebracht, zum Beispiel zur Sicherung des indirekten Linksabbiegens. Sofern Fahrrad- und Fußgängerfurt direkt nebeneinander liegen, besteht dann die Möglichkeit, dass sehbehinderte Fußgänger das Fahrradsignal für das Fußgängersignal halten und zu spät noch auf die Fahrbahn treten.

#### Rundumgrün
Mancherorts, z. B. in Groningen in den Niederlanden findet man an Kreuzungen ein sogenanntes Rundumgrün, das heißt, einander kreuzende Fuß- oder Fahrradverkehre bekommen gleichzeitig grünes Licht. Das kann ein Linksabbiegen für den Radverkehr erleichtern, bedeutet aber letztlich längere Wartezeiten für alle Verkehrsarten. Außerdem entsteht eine erhöhte Gefahr von Unfällen zwischen Radfahrern, besonders gegen Ende von deren Grünphase. In den Niederlanden gibt es deswegen Warnschilder an Kreuzungen mit Rundumgrün.

#### Abbieger
In Deutschland und einigen anderen Ländern darf man bei roter Ampel an einer Straßenkreuzung von einem Radweg auf einen Radweg abbiegen, sofern dabei keine Fahrbahn zu überqueren ist und sofern es auf dem Radweg keine Haltlinie vor der Fußgängerfurt gibt. In den Niederlanden ist ein solches Abbiegen nur an Stellen mit einem Zusatzschild erlaubt – an entsprechend angelegten Kreuzungen kann der Radfahrer in der Regel schon vor der Ampelanlage rechts abbiegen.

### Linienbusse und Straßenbahn

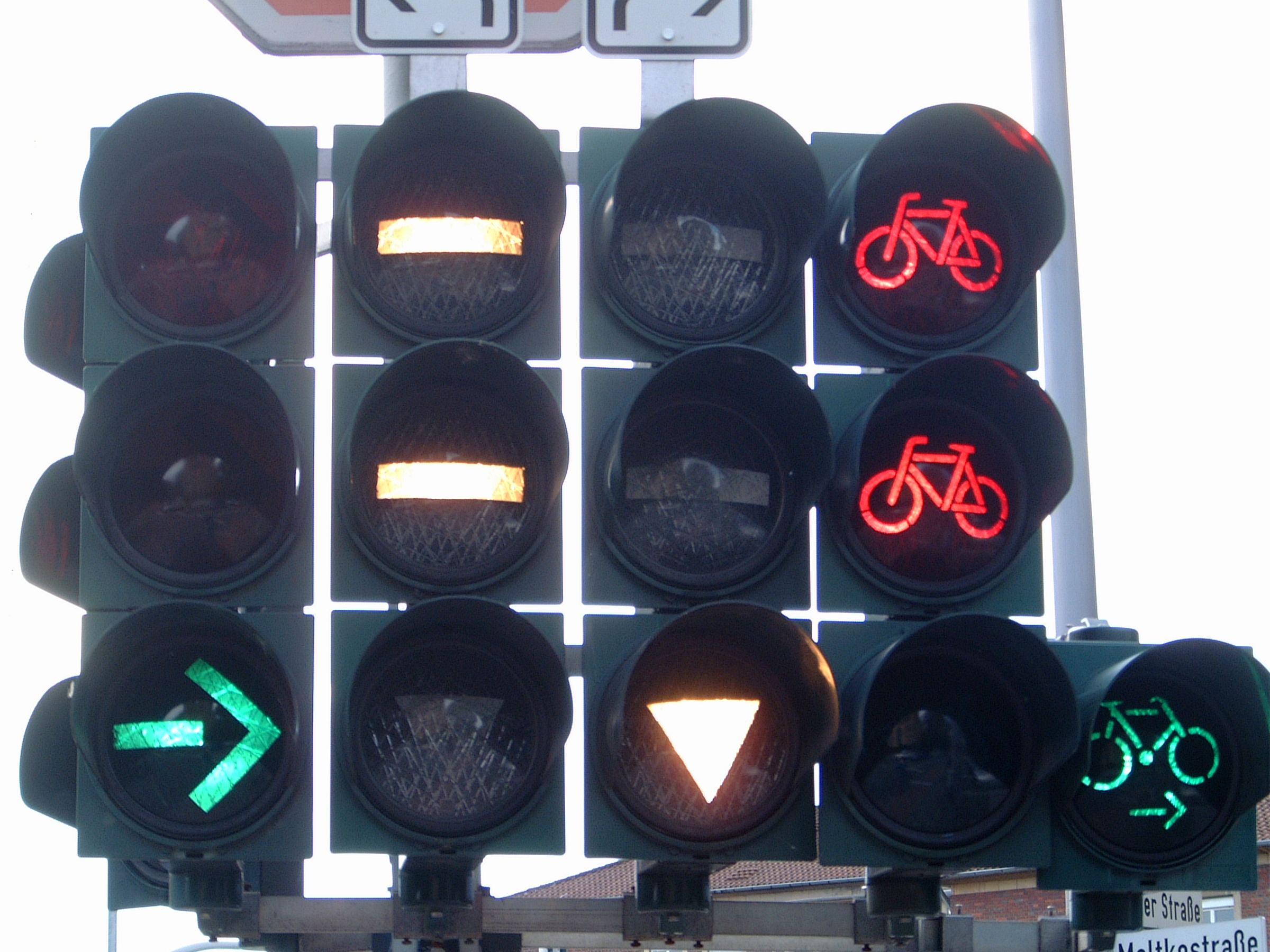
Getrennte Ampeln für Autos, Linienbusse und Fahrräder in Münster

Für Straßenbahnen und Omnibusse (insbesondere auf Busspuren) gibt es in manchen Ländern eigene Ampeln, die insbesondere der ÖPNV-Bevorrechtigung dienen. Sie leuchten in Deutschland weiß und arbeiten mit Formsymbolen statt mit Farbsymbolik (Anlage 4 der BOStrab). In der Schweiz zeigen sie weiße Punkten, meist drei horizontal und zwei vertikal angeordnet („Punktesignale“).
Die ÖPNV-Ampeln sind mit der Standardampel zusammengeschaltet, aber nur für diese Verkehrsmittel von Bedeutung. Mit ihrer Hilfe können ausgewählte Verkehrsarten bevorzugt werden. Sie wird in der Regel eingesetzt, um die Wartezeiten für Busse, Straßenbahnen, aber auch Polizei oder Feuerwehr zu minimieren. Deren Annäherung wird mit Hilfe besonderer Detektoren erkannt (Infrarotbakensystem, Oberleitungskontakt). Die Lichtsignalanlage verändert daraufhin die Länge der Grünzeit oder auch die Phasenfolge zu Gunsten dieser Fahrzeuge. Vorteile sind zum einen eine spürbare Beschleunigung des ÖPNV und die Vermeidung von Unfällen mit Einsatzfahrzeugen. Zum anderen ist es für den übrigen Verkehr vorteilhaft, dass besondere Phasen für Busse und Straßenbahnen nur dann geschaltet werden müssen, wenn sich ein solches Fahrzeug der Kreuzung nähert. Der Erhalt einer grünen Welle ist mit der ÖPNV-Priorisierung allerdings kaum möglich.

### Engstellenregelung
Lichtsignalanlagen werden auch zur Regelung von Engstellen benutzt, dauerhaft wie an engen Unterführungen oder temporär, beispielsweise bei Baustellen. Dabei werden meist temporäre mobile Anlagen (Baustellenampeln) aufgestellt. Diese Anlagen besitzen in der Regel nur zwei Signalgeber. Sie regeln einen einspurigen Straßenabschnitt, der jeweils nur in einer Richtung (Einbahnwechselverkehr) durchfahren werden kann. Wichtig ist die korrekte Einstellung der Räumzeiten, die je nach der Länge der Engstelle variiert. Da diese Anlagen meistens mobil eingesetzt werden, sind sie dann mit Akkus oder einem Photovoltaik-Paneel als Stromversorgung und mit einer Funkverbindung ausgestattet.

### Abschnittssperrung
Lichtzeichen können für eine Komplettsperrung eines Straßenabschnitts eingesetzt werden, zum Beispiel zur Sperrung der Einfahrt eines Tunnels im Falle eines Verkehrsunfalls oder Brandes. Die zugehörigen Signale sind im Normalfall dunkel und wechseln im Sperrfall über Gelb auf Rot.

### Private Anlagen
Ampeln können auf Privatgrund verwendet werden, um Zufahrten zu regeln (Tiefgaragen-Zufahrten mit nur einer Fahrbahn oder bei Waschstraßen). Da hier meist nur Schrittgeschwindigkeit gefahren wird, beschränkt man sich häufig auf die Farben Rot und Grün.

## Standard-Ampelanlage
Eine normale europäische Lichtzeichenanlage steuert den Verkehr mit Hilfe der drei Signalfarben Rot, Gelb und Grün. Zur Regelung des Verkehrs werden diese Farben einzeln oder in Kombination angezeigt. Die Reihenfolge (Signalfolge oder Farbbildfolge genannt) solch einer Lichtzeichenanlage ist dabei immer:
- Rot: Keine Einfahrerlaubnis
- Gelb: Auf nächstes Signal warten
- Grün: Der Verkehr ist freigegeben

Rot ist einheitlich auf der ganzen Welt mit Ausnahme der umgedreht montierten Tipperary-Hill-Ampel in der Stadt Syracuse (New York, USA) immer oben angeordnet. Dies ermöglicht Menschen mit Rot-Grün-Sehschwäche oder Farbenblindheit die Orientierung. Bei quer liegenden Ampeln befindet sich das Rotlicht in Ländern mit Rechtsverkehr auf der linken Seite, in Ländern mit Linksverkehr auf der rechten Seite, folglich immer in der Fahrbahnmitte. In der Schweiz konnte früher bei liegenden Ampeln das Grünlicht quadratisch, das Gelblicht dreieckig sein. Heute müssen sie rund sein.
Die optische Erscheinung besteht in der Regel aus einem schwarzen Hintergrund mit runden oder quadratischen Lichtsignalen. Zur Abschirmung gegen Sonnenlichteinfall und Verhinderung von Phantomlicht werden Abschirmblenden, auch Schuten genannt, montiert. Falls notwendig werden zur besseren Wahrnehmung der Signalgeber an diesen zusätzliche schwarz/weiße Kontrastblenden angebracht.

### Varianten der Standard-Ampelanlage in verschiedenen Ländern

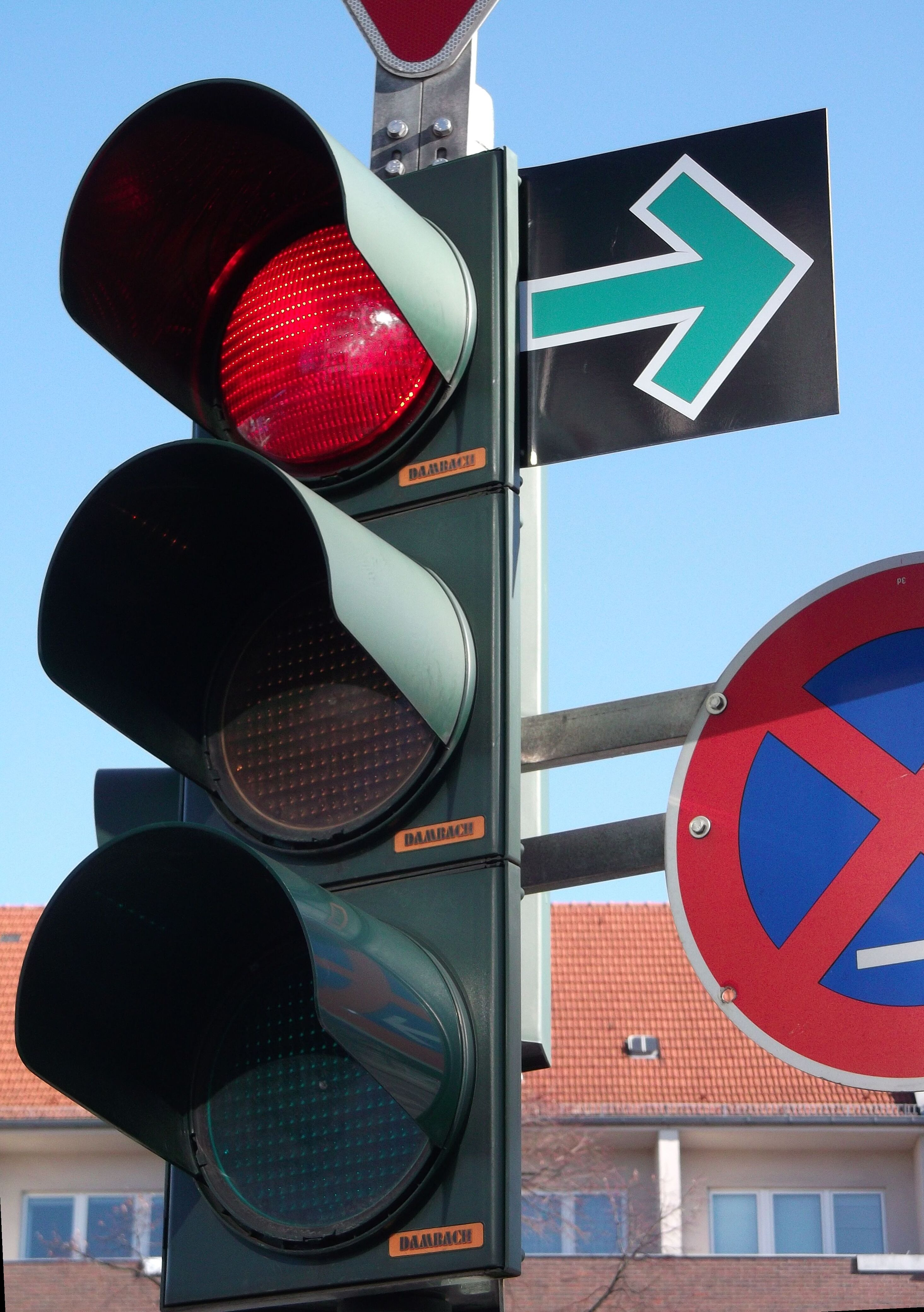
Deutsche Ampel mit Zeichen 720 „Grünpfeil“

In einzelnen Ländern sind noch zusätzliche Farbkombinationen zugleich oder hintereinander möglich:
- Rot-Gelb: Zwischen Rot und Grün: Achtung, gleich wird die Erlaubnis zur Fahrt gegeben. Zum Beispiel in Deutschland, Großbritannien, Kroatien, Litauen, Norwegen, Österreich, Polen, Russland, Saudi-Arabien, Schweden, der Schweiz, der Ukraine und Ungarn. Diese Phase dauert bis zu 2 Sekunden.
- Grün-Gelb
  - zwischen Grün und Rot: Achtung, es wird gleich Rot (beispielsweise in Italien 1992 offiziell abgeschafft, heute äußerst selten anzutreffen, 1999 in Schweden ebenfalls abgeschafft[20][21][22])
  - zwischen Grün und Gelb: Achtung, es wird gleich Gelb (beispielsweise in der DDR, nicht RiLSA-konform, daher ab der Wiedervereinigung nach und nach abgeschafft)
- rotes Blinklicht: Stopp! Anhalten, dann langsam weiterfahren, wenn Kreuzung frei. (Vereinigte Staaten, Japan, Südafrika, Taiwan)
- grünes Blinklicht
  - am Ende der Grünphase: Achtung, es wird gleich Gelb gezeigt in Volksrepublik China, Israel, Kroatien, Litauen, Lettland, Mexiko, Österreich, Russland, Serbien, Slowenien, der Türkei, Vereinigte Arabische Emirate, Bahrain und der Ukraine.
  - am Anfang oder am Ende der Grünphase: Geschütztes Linksabbiegen möglich in den meisten kanadischen Provinzen inklusive Québec, nicht aber British Columbia.[23]
  - statt der Grünphase: Bezeichnet eine Ampel, die nur auf Rot geschaltet wird, wenn Fußgänger den Knopf drücken (in British Columbia, Kanada).[23]
  - bei der Fußgängerampel: Achtung, es wird gleich Rot gezeigt in Österreich, Polen, Lettland, Litauen, den Niederlanden, Norwegen, Russland, Schweden, Japan, Singapur, Ungarn und Rumänien, Schweiz (in gewissen Kantonen, z. B. Basel-Stadt), Spanien, teilweise in Deutschland an Fahrradampeln zu finden.
- gelbes Blinklicht
  - Ampelanlage außer Betrieb, auf den Seiten der Kreuzung, die Vorfahrt gewähren müssen, in Deutschland
  - Ampelanlage außer Betrieb, auf allen Seiten der Kreuzung, auch den Vorrang habenden, in Österreich, Schweiz, Italien, Litauen, Polen, und teilweise Deutschland.
  - statt der Grünphase: Bezeichnet eine Ampel, die nur auf Rot geschaltet wird, wenn Fußgänger den Knopf drücken (bei manchen Fußgängerübergängen mit Ampel in Italien)
  - nach Ende der Rotphase, statt Rot-Gelb: Weiterfahren erst, wenn keine Fußgänger mehr auf der Fahrbahn sind (bei ‚Pelican‘-Fußgängerampeln in Großbritannien, Zypern)
  - Kreuzung kann vorsichtig passiert werden: Vereinigte Staaten (Vorfahrtsrecht gegenüber den Richtungen mit rotem Blinklicht), Japan
  - gelbes Blinklicht statt Grün (im untersten der drei Signalfelder) nach Rotphase: Abbiegen unter Beachtung der Vorfahrt möglich; vorfahrtberechtigter Konfliktverkehr möglich (z. B. in Frankreich, Irland, Schweiz)
- Grün folgt statt auf Rot-Gelb direkt auf Rot: in Belgien, Frankreich, Italien, Spanien, Portugal, Griechenland, Irland, Japan, Luxemburg, den Niederlanden, Rumänien, Australien, Neuseeland, Taiwan, Brasilien und den Vereinigten Staaten
- Rot-Grün-/Grün-Rot-Wechsel ohne Gelbphase: In den Industriezentren der Volksrepublik China gibt es Ampeln, die nur von Rot nach Grün und umgekehrt wechseln. Gelbe Signalfelder gibt es dann nicht. Die Anlagen besitzen einen Zähler, der in der jeweiligen Farbe Grün oder Rot auf null herabgezählt wird. Bei Erreichen der Null wird – sofern vorhanden – nur von Grün nach Rot, ein gelbes Signalfeld angezeigt und nach kurzer Zeit dann auf die andere Farbe umgestellt. Nun beginnt entweder sofort oder erst für die letzten Sekunden der Countdown erneut. Jeder Fußgänger und Fahrzeugführer kann somit zu jeder Zeit beobachten, wie lange die aktuelle Phase noch gültig sein wird. Abrupte Bremsmanöver werden so vermieden, und der Wartende wird nicht durch Ungewissheit gestresst. Solche Ampeln befinden sich vereinzelt in Deutschland, zum Beispiel für den Fußverkehr in Hamburg (in den Straßen um die Binnenalster). In Südkorea werden alternativ Leuchtbalken verkürzt.

Die Bedeutung der einzelnen Farben ist nicht in allen Ländern gleich. So ist beispielsweise in den Vereinigten Staaten von Amerika, Kanada und in China bei Rotlicht zwar ein Überqueren der Kreuzung verboten, ein Rechtsabbiegen jedoch in den meisten Staaten und Provinzen erlaubt. In Deutschland gibt es mit dem Grünpfeil-Zusatzschild neben der Ampel eine ähnliche Regelung. Wenn sowohl die Straße, aus der man ausfährt, als auch die, in die man einmündet, eine Einbahnstraße ist, darf in vielen Bundesstaaten der USA auch bei Rot nach links abgebogen werden, sofern dies kein Zusatzschild verbietet.

### Fußgängerampeln
Fußgängerampeln zeigen in Europa in der Regel das Symbol eines stehenden (bei Rot) oder gehenden (bei Grün) Fußgängers (Ampelmännchen). Gelbphasen, die auf die Grünphase folgen, sind in Italien, der Schweiz, Liechtenstein, Irland und in Düsseldorf anzutreffen. Bei Rot sind Streuscheiben mit stehenden Ampelmännchen und bei Grün und Gelb mit laufenden Männchen in der Signalkammer eingesetzt. In Düsseldorf besteht das Gelbsignal hingegen aus einem waagerechten Balken. In Italien ist bei Gelb ein stehendes Ampelmännchen zu sehen. Selten sind in Italien noch die alten, zweifarbigen Modelle (nur Rot und Grün) – manche mit der Aufschrift ALT bei Rot und AVANTI bei Grün und andere mit den herkömmlichen Ampelmännchen – anzutreffen.

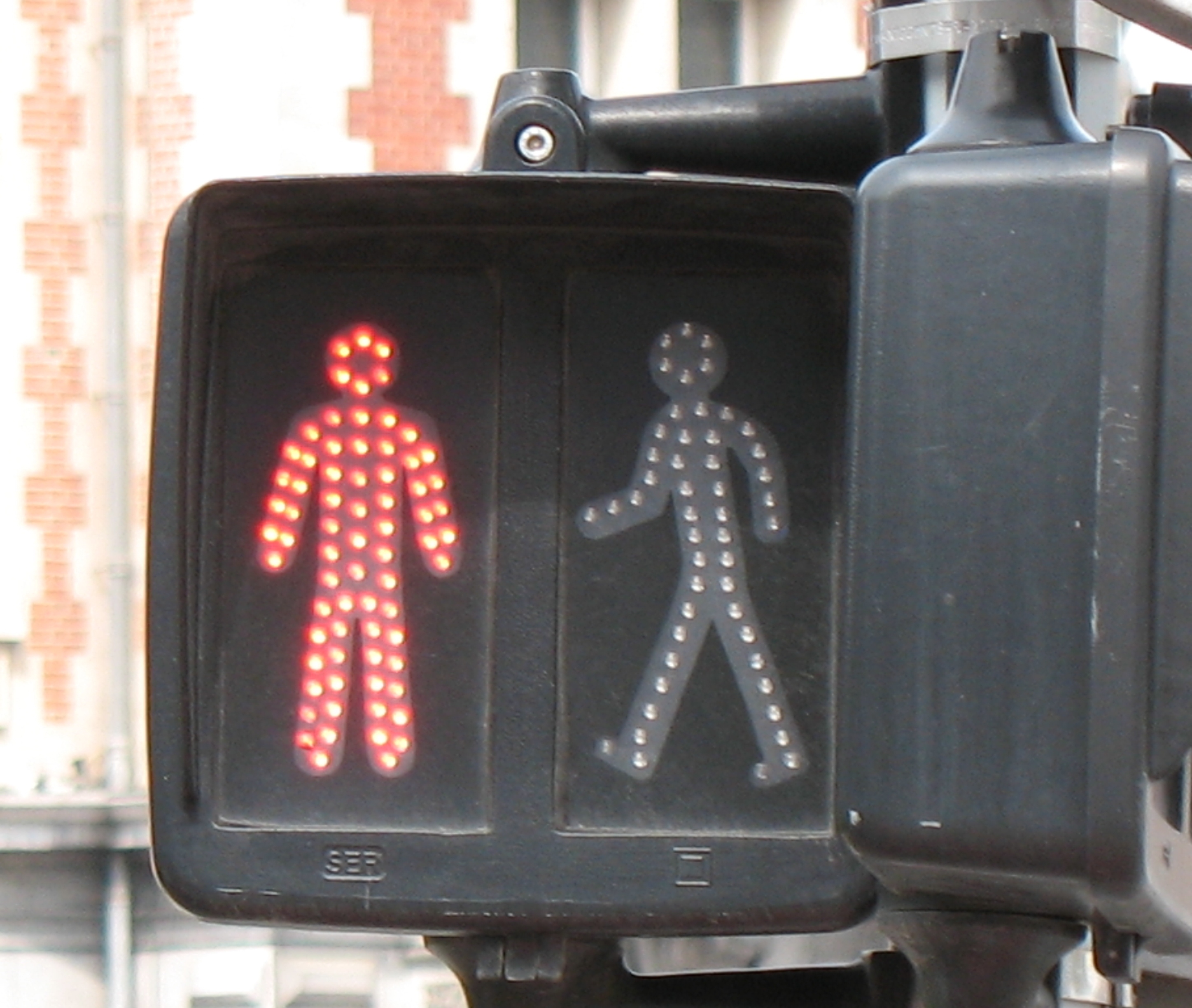
Fußgängerampel in Frankreich
Animation einer typischen Fußgängerampel in Nordamerika
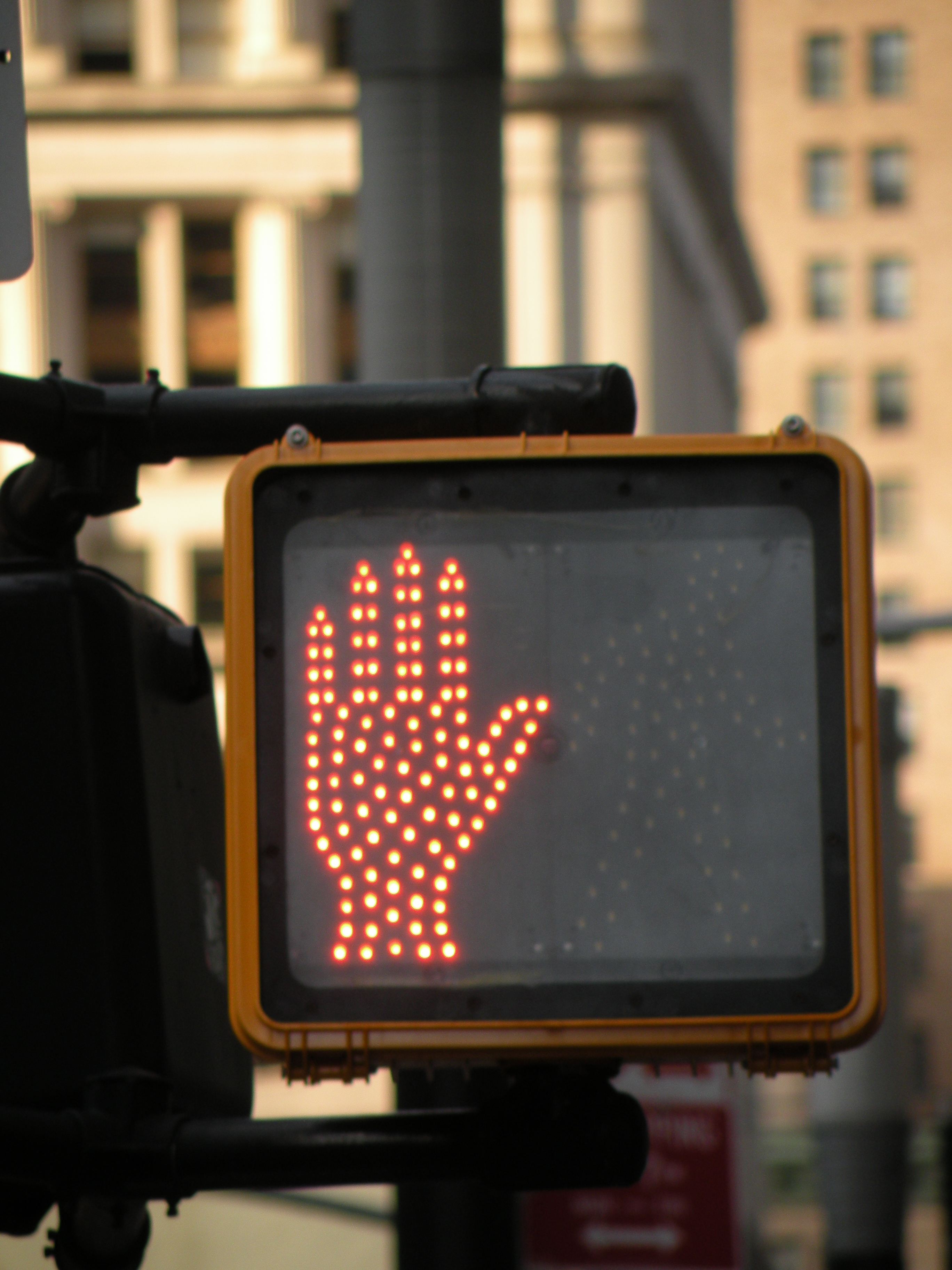
Neuere Fußgängerampel mit Hand und Silhouette (Nordamerika)
Fußgängerampel mit animiertem „Ampelmännchen“ (Türkei)
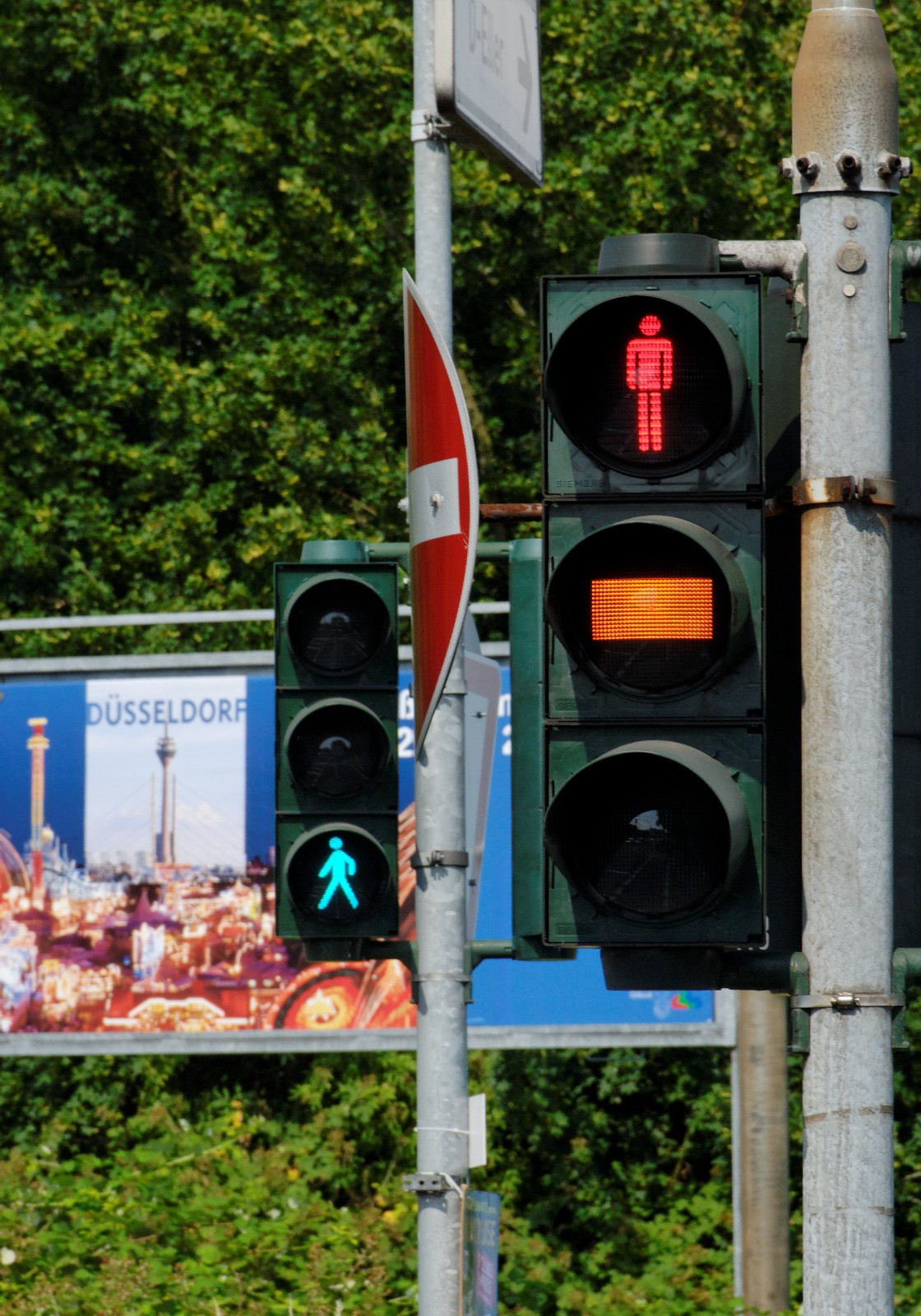
Fußgängerampel mit Gelbphase in Düsseldorf (Deutschland)
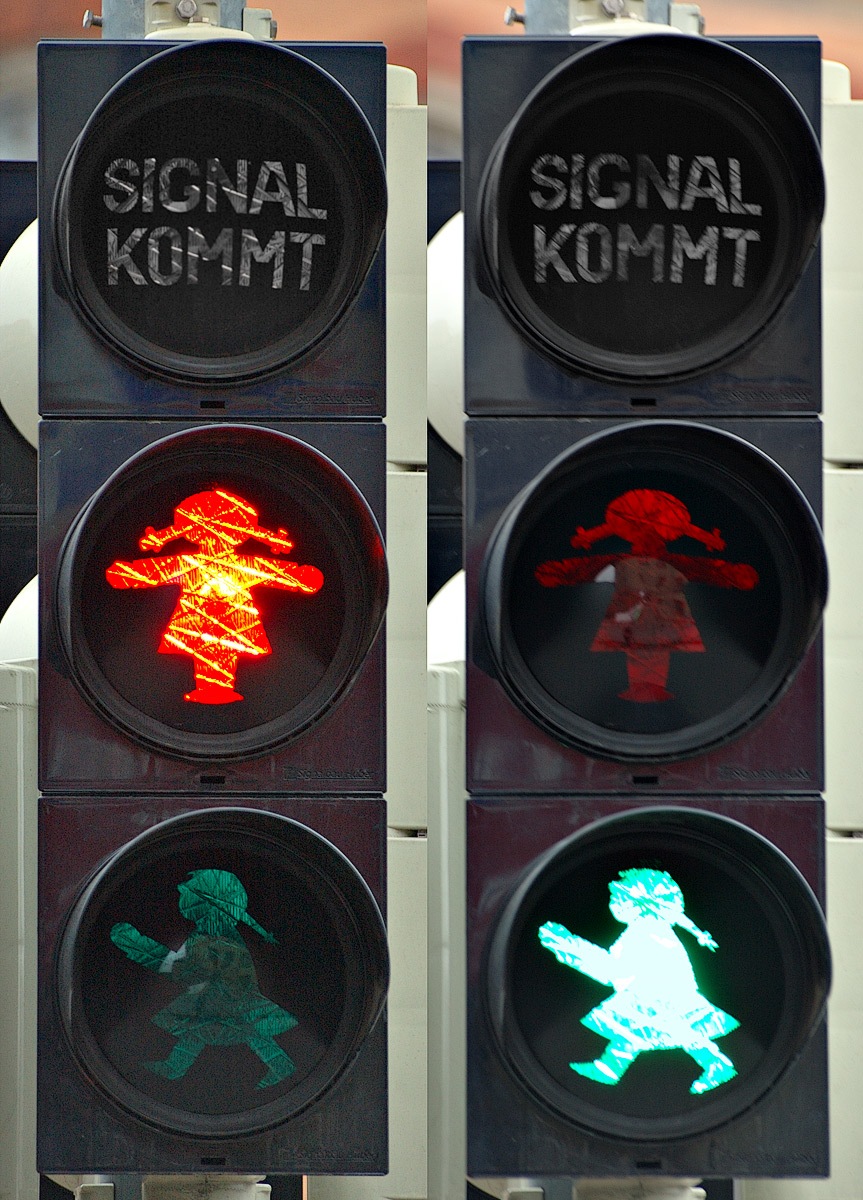
Ampelfrau (Zwickau, Deutschland)

Stattdessen wird in einigen Ländern vor der Rotphase eine blinkende grüne Ampelphase angezeigt. In Australien ist vor der Rotphase eine blinkende rote Ampelphase erkennbar und der Signalton für Blinde endet. Beide Phasen ordnen an, dass Fußgänger, die sich noch auf der Fahrbahn befinden, das Überqueren der Straße zügig beenden und dass ankommende Fußgänger auf dem Gehweg warten sollen.
In einigen Städten in Deutschland gibt es dreifeldige Fußgängersignale. Hier ist die Signalkammer für Rot doppelt vorhanden. Dadurch kann trotz Rot-Grün-Sehschwäche erkannt werden, ob die Ampel Rot oder Grün zeigt. Außerdem wird vermieden, dass bei Ausfall eines Rotlichts die Anlage aus Sicherheitsgründen abgeschaltet werden muss.
Eine Besonderheit an Fußgängerampeln gibt es in Marl. Dort wurden 2014 die ersten sprechenden Ampeln Deutschlands installiert. Hierbei handelt es sich um ein Modul, welches dafür sorgt, dass bei Betätigung des Signalanforderungsgeräts am Ampelmast „Dankeschön, gleich wird’s Grün.“ ertönt. Die Stadt Marl möchte mit dem Pilotprojekt sehbehinderten Menschen eine weitere Unterstützung bieten sowie zur häufigeren Nutzung der Ampeln animieren und damit „Rotlichtgehen“ vermeiden. Bisher wurden vier Anlagen mit dem System ausgestattet, weitere sollen folgen.
In Taiwan gibt es Fußgängerampeln mit einer Animation des grünen Ampelmännchens. Gegen Ende der Grünphase wechselt das Männchen von seiner zuvor gemächlichen Gangart in einen eiligeren Laufschritt. Zusätzlich wird noch die bis zum Beginn der Rotphase verbleibende Zeit angezeigt. Auch in Tanger (Marokko), in der Türkei, in Portugal und Spanien gibt es Ampeln mit einem in der Grünphase animierten Ampelmännchen.
| Ampel                   | Ampel |
| Polnische Ampelmännchen |       |

Fußgängerampeln in Nordamerika haben Signale mit den Farben Orange (Portland orange) und Weiß (Moon white). Dabei erscheinen die Anzeigen entweder in Textform („Don’t Walk“ / „Walk“) oder als Piktogramme (Hand oder Silhouette). Der Signalablauf einer Fußgängerampel ist dabei wie folgt:
- Hand: Überquerung verboten;
- Silhouette: Überqueren der Kreuzung möglich;
- Blinkende Hand: Überqueren beenden (entspricht der Rotphase in Deutschland, bevor der Querverkehr Grün hat). Häufig wird dabei gleichzeitig in einem Countdown die Anzahl der für das Überqueren der Straße verbleibenden Sekunden angezeigt.

In vielen Staaten Nordamerikas werden Anzeigen in Textform bei neueren Ampeln nicht mehr verwendet. Hier gibt es nur noch die Hand und die Silhouette.

## Ablauf und Technik

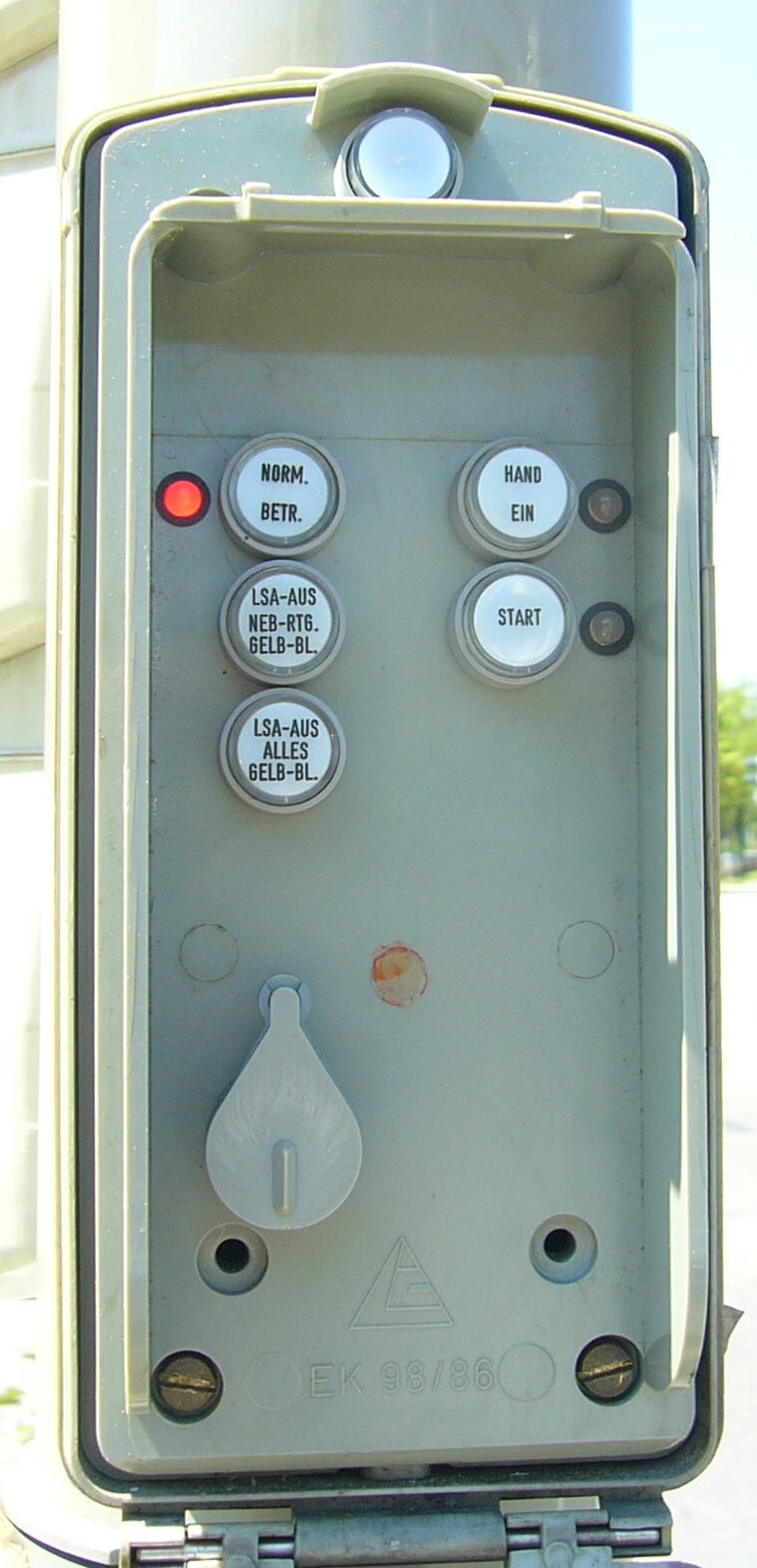
Tableau einer Handschaltung

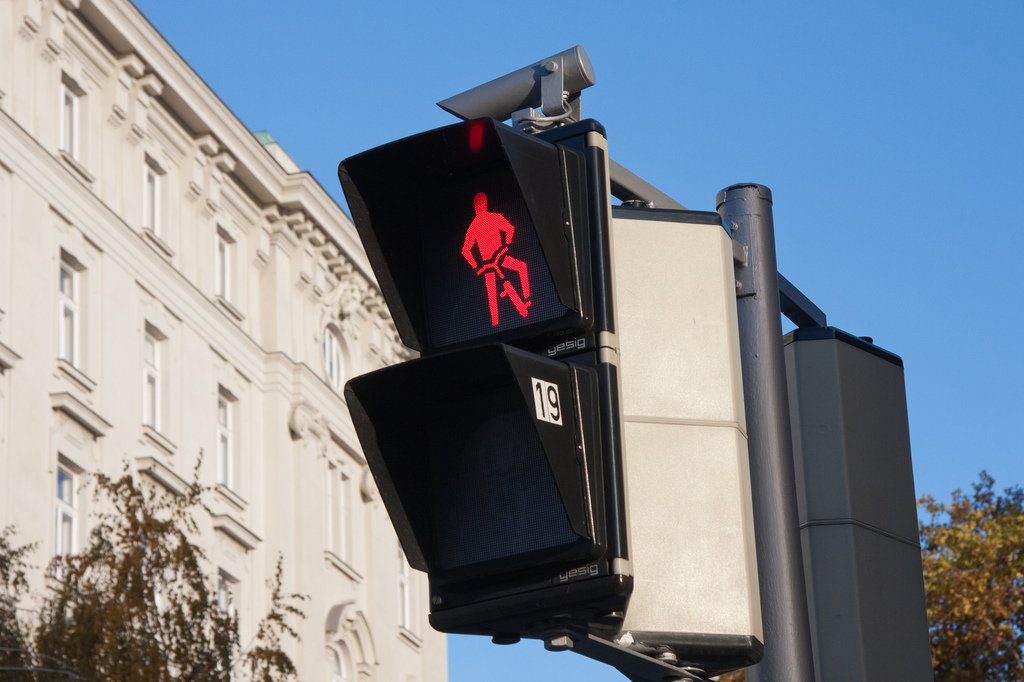
Fahrradampel (Wien)
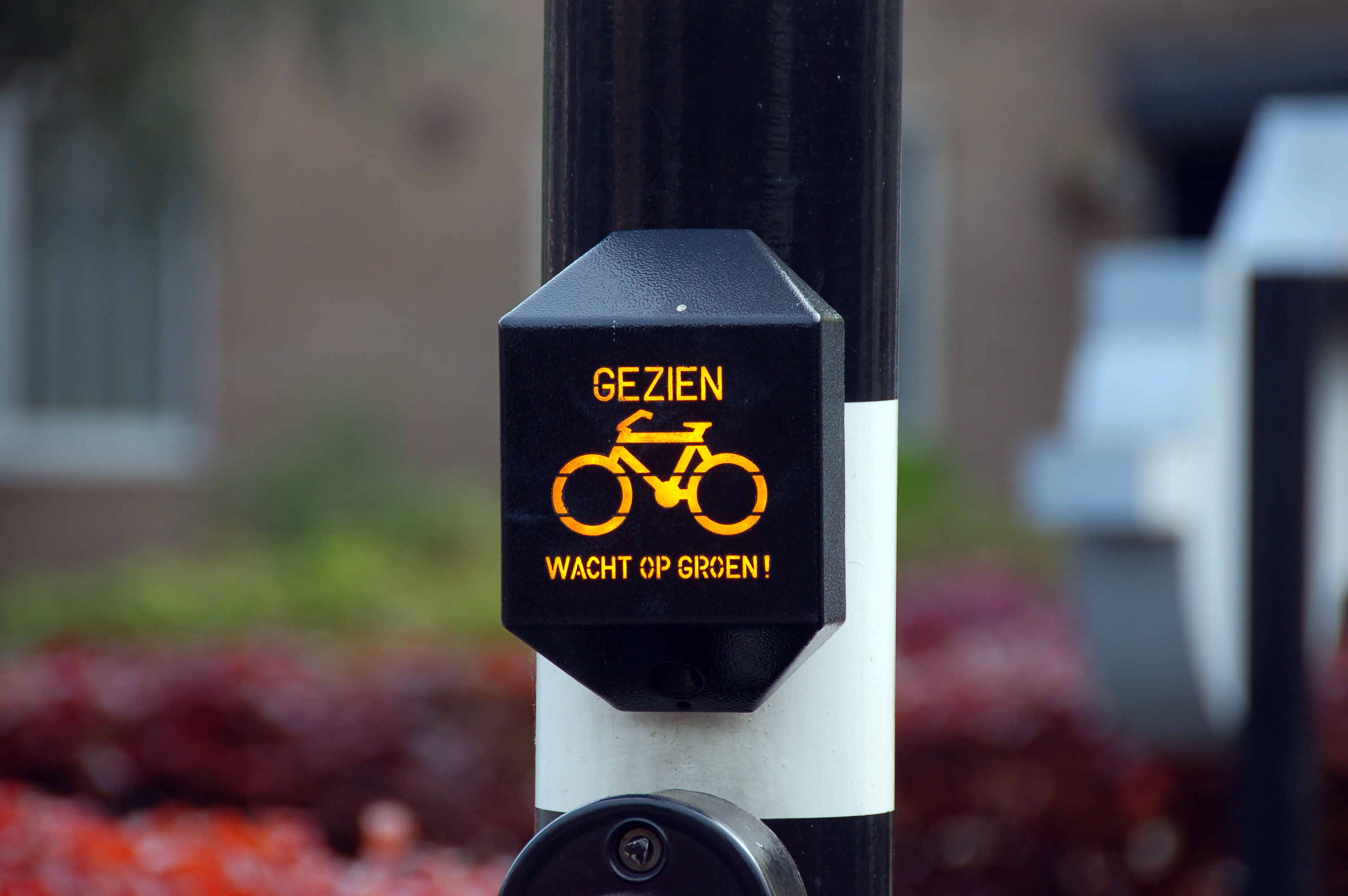
Fahrradampel in Breda (Niederlande)

Die Längen der einzelnen Phasen sind in einem Signalzeitenplan festgelegt, oder sie werden verkehrsabhängig gesetzt. In den Zeitfenstern zwischen den Grünphasen der unterschiedlichen Fahrbeziehungen müssen die kritischen Verkehrsflächen (Konfliktflächen) geräumt werden. Diese Zeiten heißen Zwischenzeiten und werden nach den Räumwegen, Einfahrwegen und Geschwindigkeiten berechnet.

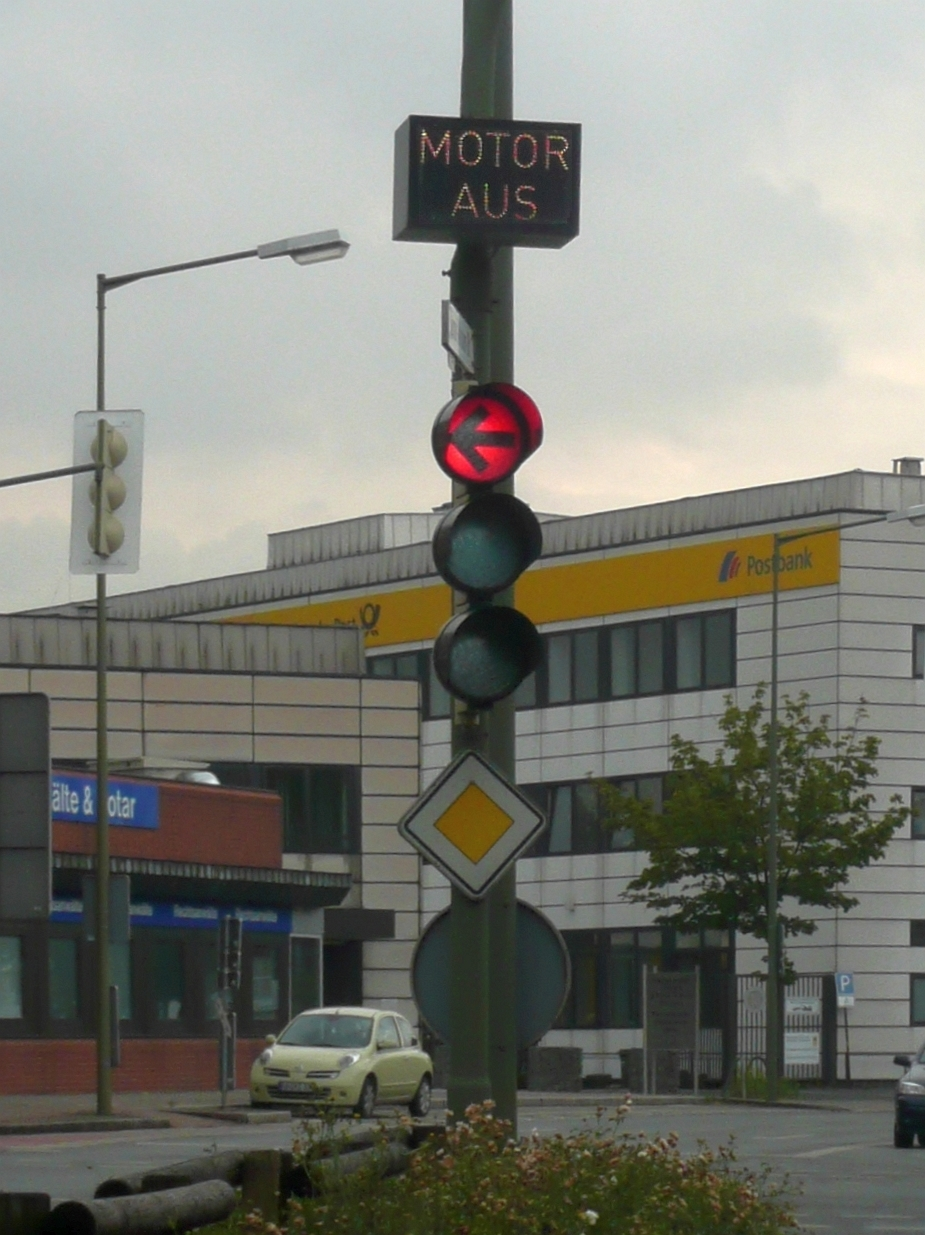
Mit Bahnschranken gekoppelte Zusatzampel „MOTOR AUS“ (Lünen, Innenstadt)

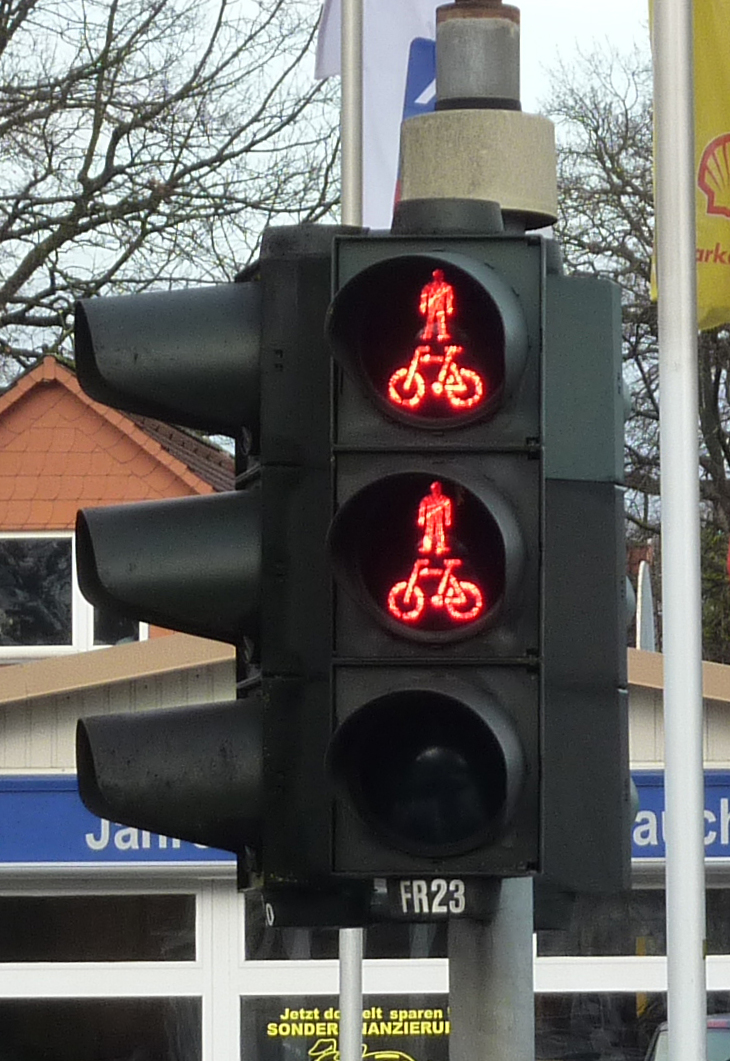
Ampel mit doppeltem Rotsignal für Fußgänger und Radfahrer

Bei der verkehrsabhängigen Steuerung wird durch Einsatz von Verkehrsdetektoren (Induktionsschleifen, Bewegungsmelder, Videokamera) die Grünphase so lange verlängert, dass alle Fahrzeuge eines Pulks passieren können. Mit Rücksicht auf die zumutbare Wartezeit der anderen Verkehrsteilnehmer ist ein Maximalwert eingestellt. Es ergibt sich eine variable Umlaufzeit aus der Summe der Ampelphasen. Bei der Festzeitsteuerung sind die Grünzeiten und die Umlaufzeit über einen gewissen Zeitraum konstant und werden per Wochenautomatik durch Umschaltung in andere Programme gewechselt. Dadurch kann auf unterschiedliche Verkehrsbelastungen (Berufs-, Tages- und Nachtverkehr usw.) reagiert werden. Im Regelfall liegt die Umlaufzeit zwischen 45 und 120 Sekunden. Je höher die Umlaufzeit, desto höher in der Regel die Leistungsfähigkeit, aber desto höher die Wartezeiten für die Verkehrsteilnehmer. Diese Leistungsfähigkeitssteigerung findet ihre Grenzen, wenn wartende Linksabbieger über ihre Linksabbiegespur hinaus zurückstauen und Fahrspuren verstopfen. Für automatische Ampeln wird ein individueller Algorithmus programmiert (sog. Phasenplan), diese steuern unter anderem die Phasenübergänge und ggfs. Anforderungen (z. B. eine ÖPNV-Beschleunigung).
In großen Städten werden die Signalanlagen meistens zentral gesteuert und überwacht. Damit werden für Straßenzüge nach Tageszeit oder Verkehrsaufkommen jeweils die geeigneten Programme geschaltet, Störungen festgestellt und Daten der Verkehrsbelastung erhoben.
Bei der verkehrsabhängigen Steuerung werden die einzelnen Verkehrsströme je nach Bedarf bedient. Die einfachste Form ist die Fußgängerampel mit Drucktaste (Anforderung). Bei vollverkehrsabhängigen Anlagen wird die Länge der Phasen nach der Größe der jeweils gesteuerten Verkehrsströme berechnet. Bei grünen Wellen ist dieses nur bedingt möglich. Die verkehrsabhängige Steuerung kann verwendet werden, um bestimmten Verkehrsteilnehmern wie dem öffentlichen Personennahverkehr (ÖPNV) Prioritäten zuzuteilen.
Weiterhin können Feuerwehren, die Polizeien oder das Militär Eingriffsmöglichkeiten auf die Steuerung haben. Die Feuerwehren und die Bundeswehr können lange und prompte Grünphasen für ausrückende Fahrzeuge von den Wachen aus anfordern. An einigen Anlagen befindet sich zudem eine Handschaltung, an der der Signaldienst oder die Polizei auf den Programmablauf einwirken können. Dabei gibt es die Optionen Normalbetrieb, Hand ein (Ist-Zustand wird beibehalten), Start (Weiterschaltung um einen Schritt), LZA aus, LZA aus und Nebenrichtung Gelb, alle Gelb und Not-Aus. Programmlogiken (auch für Handsteuerung) schützen den Verkehr vor der Freigabe für alle Fahrtrichtungen (sogenanntes „feindliches Grün“).
An den Kreuzungen werden mehrere Signalgeber, die zu einer Signalgruppe zusammengeschaltet werden, pro Richtung angebracht. Die Signale sind an Hauptfahrbahnen an Peitschenmasten, an kurzen Masten an der Seite der Fahrtrichtung montiert, für übrige Straßenteile sind diese seitlich angebracht oder hängen hinab. Die Anbringung erfolgt weltweit überwiegend vor dem geschützten Bereich. In Nordamerika und Südafrika befinden sich die Signalgeber meist mittig über der Kreuzung. In Polen befinden sich teilweise die Peitschenmasten einige Meter hinter dem rechten Hauptsignal. Damit hier von direkt an der Kreuzung stehenden Fahrzeugführern der Signalgeber sichtbar ist, werden zum Teil in Augenhöhe kleinere Signalgeber montiert.
Signalbegriffe werden mit einfarbigen Streuscheiben (kolorierte Glaskörper mit Streulinsen vor den Leuchtmitteln), bestimmte Fahrtrichtungen (z. B. Linksabbieger) zusätzlich mit Masken in diversen Pfeilformen, Richtungssignal genannt, dargestellt. Für Fußgänger-, Bus-, Straßenbahn- oder Sondersignale werden ebenfalls Masken in verschiedenen Formen verwendet.
Um den Verkehr gezielter zu steuern, gibt es neben der üblichen Form der Lichtzeichenanlage noch weitere Arten:
- Grüner Pfeil innerhalb des Knotenpunktes: Hiermit wird angezeigt, dass alle konfliktträchtigen Verkehrsströme Rot haben und der Knotenpunkt geräumt werden kann; dieser wird für Links- und Rechtsabbieger als Abbiegehilfssignal bzw. Rechtsabbiegerzusatzsignal eingesetzt.
- Wenn die Kreuzung gleichberechtigt von Straßenbahnen befahren wird, sind meistens noch zusätzliche Signalgeber mit weißen Leuchtfeldern vorhanden. Es bedeuten: waagerechter Balken= halt, senkrechter Balken= geradeaus frei, schräg nach rechts bzw. links steigender Balken= rechts bzw. links abbiegen frei. Weißer Punkt= anhalten (entsprechend dem Gelbsignal für Kfz). Auf der Spitze stehendes weißes Dreieck= Permissivsignal d. h. Fahrt bei Beachtung bevorrechtigter Fahrzeuge erlaubt. Diese ÖPNV-Signale können auch für Busse auf besonderen Fahrstreifen gezeigt werden.
- Bei Kreuzungen direkt bei Bahnübergängen wird die Bahnübergangssicherung in eine Lichtzeichenanlage integriert. Die Sicherungstechnik wird dann sehr aufwändig. Sie bevorzugt bei schließendem Bahnübergang den abfließenden Verkehr. Eine solche Anlage wird in Deutschland als BÜSTRA bezeichnet (Richtlinien über Abhängigkeiten zwischen der technischen Sicherung von Bahnübergängen und der Verkehrsregelung an benachbarten Straßenkreuzungen und -einmündungen).

Bei großen Knotenpunkten ist es durchaus üblich, innerhalb der Kreuzung den Verkehr noch durch weitere Lichtzeichen zu steuern.
Zusätzlich zu den Lichtzeichen für den allgemeinen Fahrzeugverkehr sind meistens Zeichen für den Fußgängerverkehr und bei in die Kreuzung integrierten Radverkehrsführungen für den Radverkehr vorhanden. Diese bestehen nur aus einem roten und einem grünen Licht. In einigen Gebieten Deutschlands gibt es Anlagen, die für Fußgänger und Radfahrer aus zwei roten und einem grünen Licht bestehen. Der Grund hierfür ist, dass die Fußgänger und Radfahrer so besser auf die Wartephase aufmerksam gemacht werden. In den letzten Jahren wird jedoch aus Kostengründen häufiger auf das zweite rote Signal verzichtet. Die Signale für Fußgänger und Radfahrer können entweder rund wie in Deutschland oder rechteckig wie in Wien ausgeführt werden. Meistens ist in der Streuscheibe noch symbolisch eine stehende oder eine gehende Figur angezeigt. Für die Radfahrer wird lediglich das Sinnbild eines Fahrrades angezeigt.
Als Besonderheit gibt es in Düsseldorf flächendeckend für Fußgänger eine Gelbphase in Form eines waagerechten Balkens, im Unterschied zum Gelbsignal des rollenden Verkehrs wird hiermit die Räumzeit signalisiert. In Aachen gab es diese Besonderheit bis 2006 an zwei Ampeln, nach der Umstellung vieler Ampeln auf Leuchtdioden wurde dies nicht übernommen. In Düsseldorf dagegen werden auch neue Ampeln wieder mit dem zusätzlichen Signal ausgestattet. Die zusätzliche Sicherheit wird von der Stadt aktiv mit dem Titel „Gelb-Zeit“ mit Plakaten und Broschüren beworben. Fußgängerkreuzungen mit Straßenbahnen werden oft durch zwei wechselseitig blinkende gelbe Lichter (sogenannte Hilfssignale) gesichert, auf denen durch eine Maske eine Straßenbahn dargestellt wird.
Durch Zusammenschalten mehrerer Anlagen hintereinander, die aufeinander abgestimmt sind, ist bei konstanter Umlaufzeit eine sogenannte „grüne Welle“ möglich. Planerische konkurrierende Belange bei der Gestaltung eines Signalprogramms sind: grüne Welle für den Kraftfahrzeug-Verkehr, grüne Welle für den Radverkehr, durchgängige Fußgängerüberquerungsmöglichkeit über Mittelinseln hinweg, Freigabezeitbedarf oder Bevorrechtigung des öffentlichen Verkehrs, Blinden-LSA, Sicherheitsaspekte und Leistungsfähigkeit.
In Deutschland spricht man von einer Pförtneranlage, Pförtnerampel, Zuflussregelung oder Zuflussdosierung, wenn die Leistungsfähigkeit an einem bestimmten Signalquerschnitt absichtlich gemindert wird. Sie hält den nachfolgenden Streckenabschnitt frei von Staus und damit funktionsfähig. Weiterhin werden Emissionen stehender und beschleunigender Kraftfahrzeuge in den Bereich vor der Lichtzeichenanlage verlagert.

## Sonderbauformen

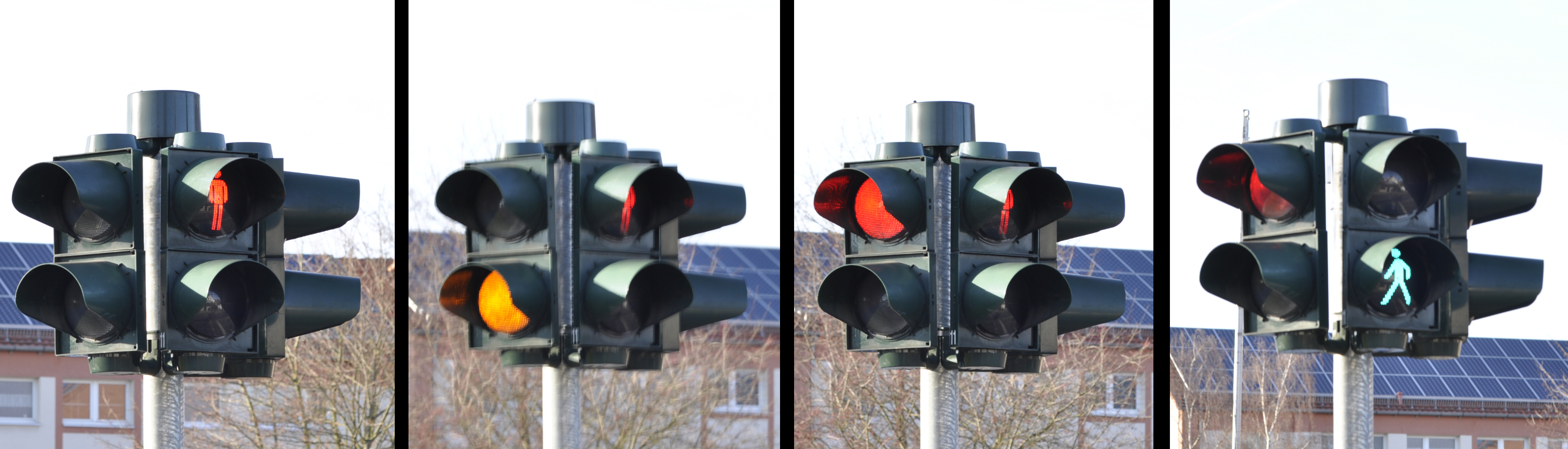
Farbbilder einer Zweifeld-Ampel

### Lichtsignale auf Anforderung und zweifeldige Signalgeber
Bei einer Bedarfsampel (Gelb-Rot, kein Grün), mit zweifeldigen Signalgebern nach RiLSA Kapitel 1.4, in Österreich unvollständige Verkehrslichtsignalanlage (UVLSA), wird im Regelfall in der Grundstellung kein Lichtsignal gezeigt; Grün ist nicht vorhanden. Es gelten die allgemeinen Vorfahrtsregeln oder die örtliche Beschilderung, solange die LSA dunkel ist. Nur bei Bedarf werden Signale (Gelb oder Rot) gezeigt. Dabei leuchtet zuerst beispielsweise fünf Sekunden lang das gelbe Licht und danach das rote Licht. Manche Anlagen zeigen nach Ende der Rotphase noch die von Anlagen mit drei Lampen bekannte Rot-Gelb-Phase, andere erlöschen direkt nach der Rotphase und erlauben das sofortige Losfahren, wenn keine andere Beschilderung dies verbietet.
Eine Ampel ohne Grünlicht hat den Zweck, eine Richtung nur bei Bedarf auf Anforderung zu sperren. Ist die Ampel dunkel (also nicht grün), hat diese Richtung keine freie Fahrt (keine Bevorrechtigung), sondern muss ggf. Verkehrszeichen beachten und Vorfahrtsregeln einhalten, eben als ob keine Ampel vorhanden wäre. Solche Anlagen findet man häufig bei Bahnübergängen, Fußgängerübergängen, aufgeweiteten Knotenpunkten sowie an Ausfahrten von Einsatzfahrzeugen wie an Feuerwachen. Die Ampeln ohne Grünlicht sind jedoch auch auf größeren Kreuzungen im Einsatz, wo sie regelmäßig geschaltet werden (wie am Effnerplatz in München).
Nach § 37 StVO Abs. 2.3 haben Wechsellichtzeichen in Deutschland „die Farbfolge Grün – Gelb – Rot – Rot und Gelb (gleichzeitig) – Grün“. Nach Abs. 2.3 (3) können „Lichtzeichenanlagen auf die Farbfolge Gelb – Rot beschränkt sein“.

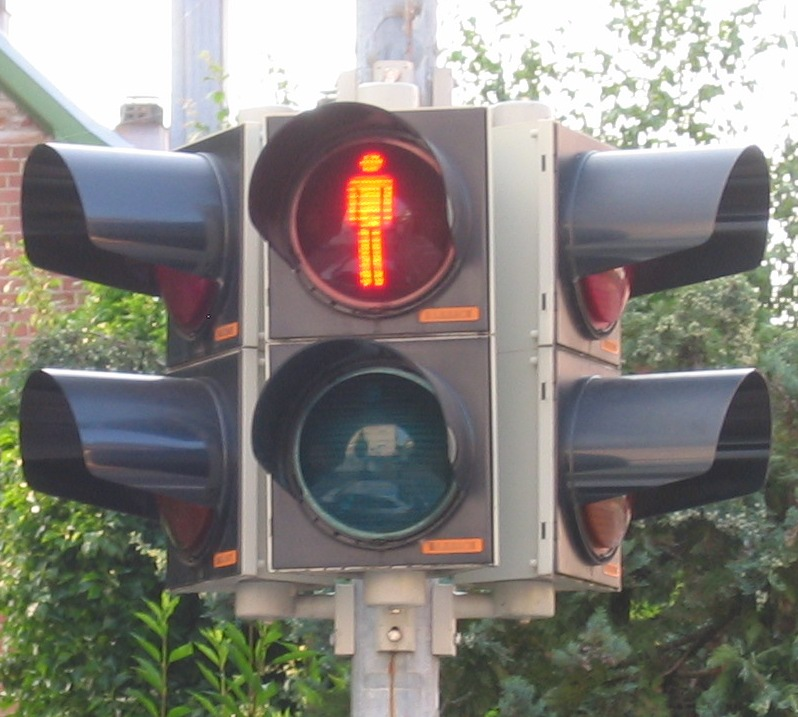
Bedarfsampel für Fußgängerquerung in Böblingen
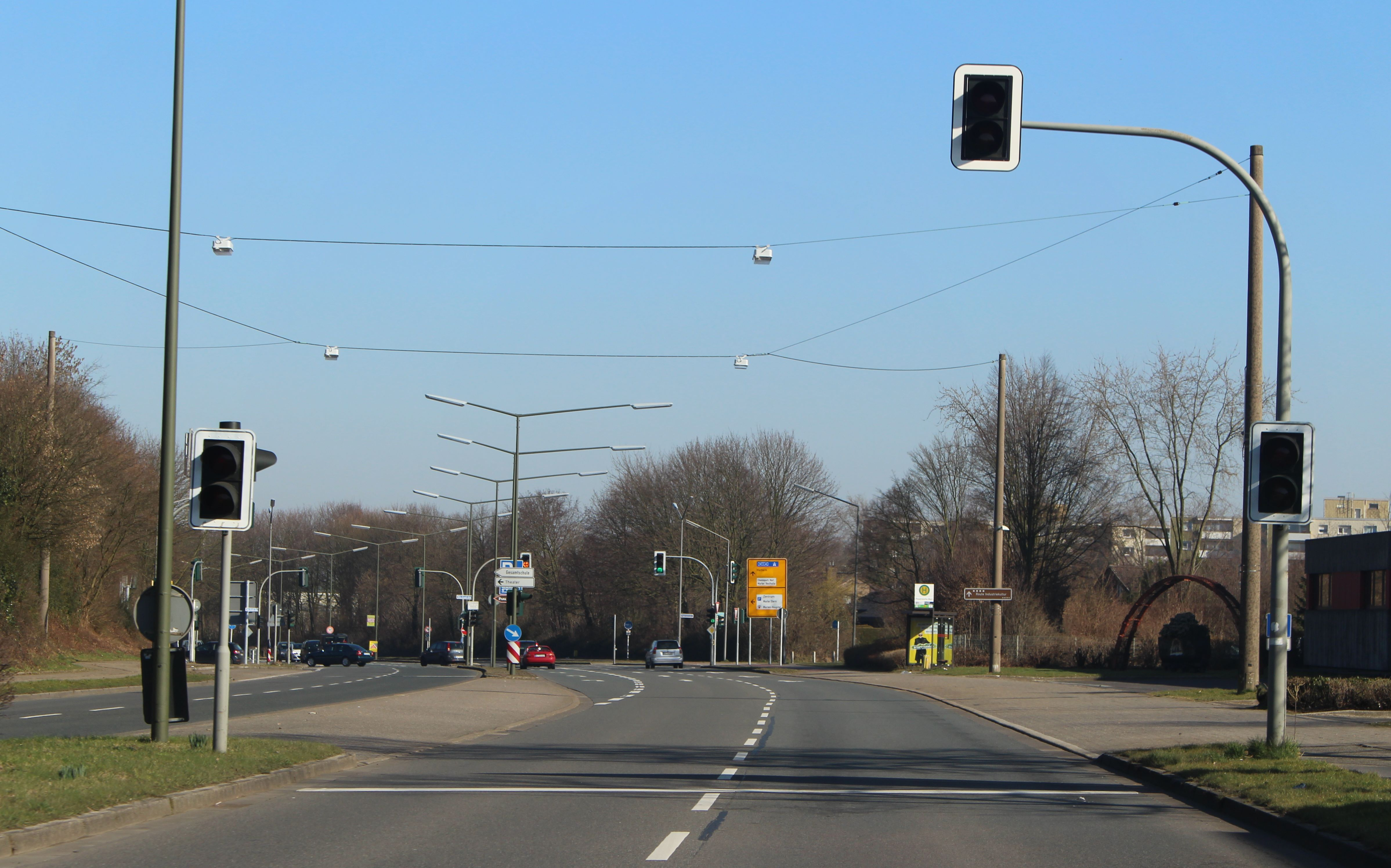
Bedarfsampelanlage an einer Feuerwache (Marl)
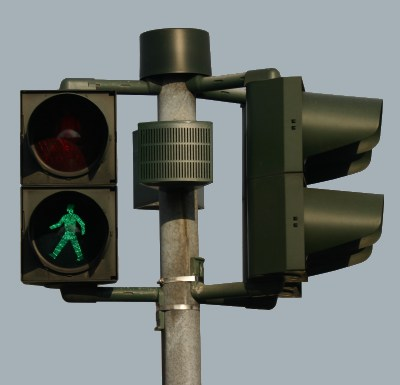
Ampel für Fußgänger mit Lautsprechern für Sehbehinderte
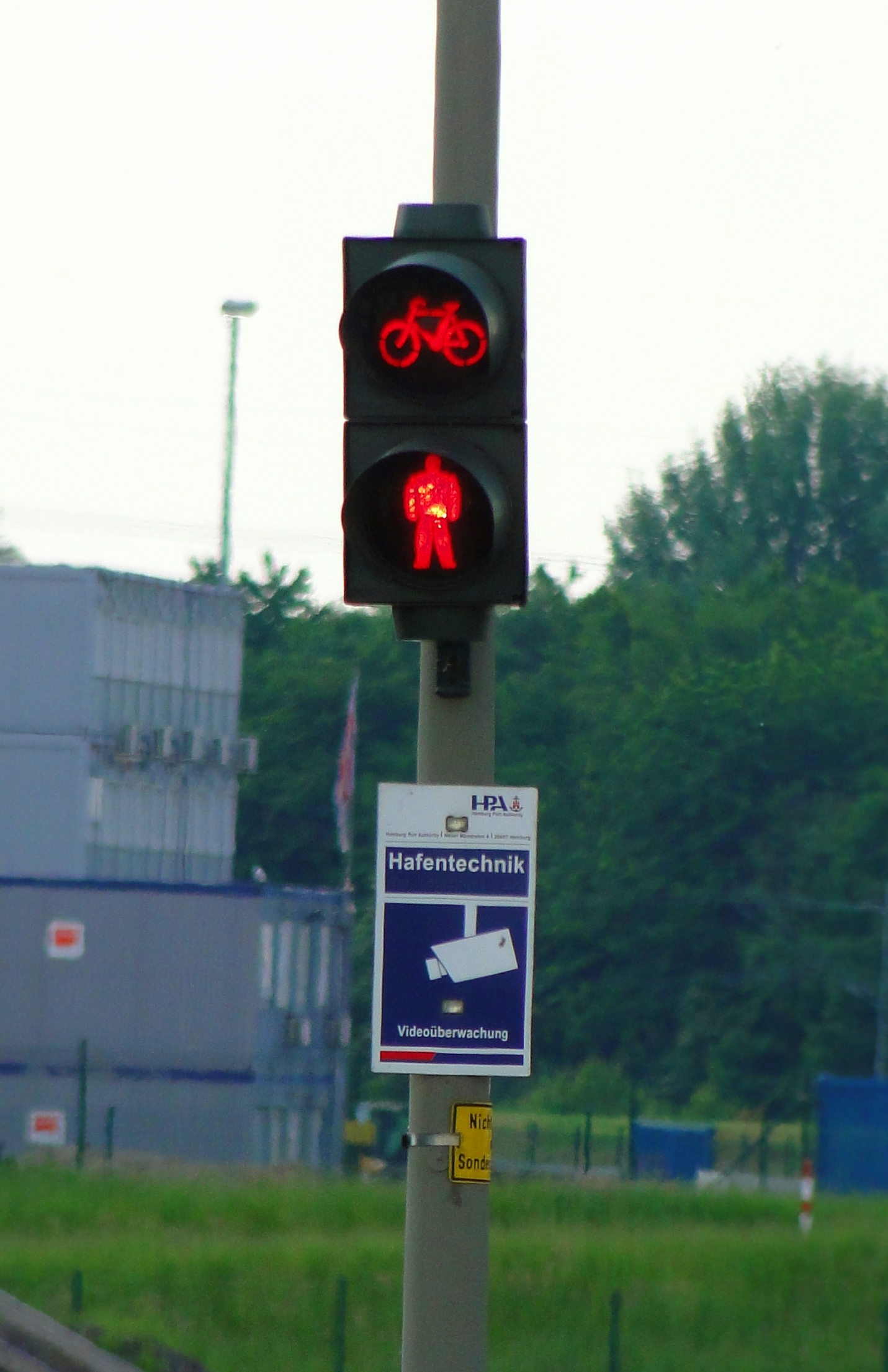
Bedarfsampel für Fußgänger und Radfahrer

Ampelmast mit Beschriftung

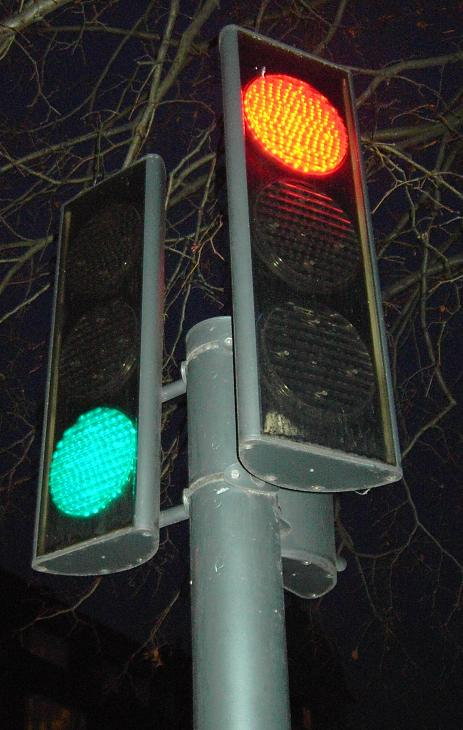
Flache Ampel mit LED-Technik (Dänemark)

Verkehrsabhängige Anlagen werden bei Kreuzungen mit schwachem Querverkehr verwendet, wobei der Querverkehr durch Verkehrsdetektoren erfasst erst bei Annäherung eines Fahrzeuges (Induktionsschleifen oder PIR-Sensoren) freie Fahrt bekommt (Freigabeanforderung). Bei stark belasteten Knotenpunkten kann die Freigabezeit verkehrsabhängig ebenfalls durch Induktionsschleifen gesteuert werden.
Bei Bedarfsanlagen für Fußgängerübergänge werden die Ampeln erst auf Knopfdruck eines Fußgängers für ihn auf Grün geschaltet (Bedarfsphase). Immer wieder finden sich an Fußgängerübergängen auch Druckknöpfe, die die Fußgängerampel vermeintlich auf Grün schalten lassen, aber eigentlich wirkungslos sind. Für den wartenden Fußgänger machen sie sich als Placebo-Effekt auf die Wartezeit zunutze. An einigen Lichtsignalanlagen unterscheidet sich die nächste Grünphase tatsächlich nicht, ob der Knopf betätigt wird oder nicht, da sie an dieser Phase des Signallaufplans möglich ist und keine Wartezeiten anderer Verkehrsteilnehmer verursacht.
Die Anforderungstaster werden mitunter als unhygienisch angesehen und Fußgänger können sich durch die Benutzung mit Krankheiten infizieren.
Ein Sonderfall ist die „Schlafampel“, die sich erst beim Knopfdruck einschaltet und damit Energie spart. Diese Art der Ampel zeigt nach dem Einschalten (durch Knopfdruck eines Fußgängers) zunächst Grün für den Kfz-Verkehr, um dann auf Rot für den Kfz-Verkehr und Grün für Fußgänger und wieder zurück zu schalten. In der nächsten Grünphase für Autofahrer schaltet sie sich dann wieder vollständig ab. Häufig wird bei solchen Schlafampeln das grüne Lichtzeichen eingespart, es gibt also nur rotes und gelbes Licht. Betätigt ein Fußgänger den Anforderungstaster, wird für den Kfz-Verkehr sofort die Gelb-Phase, gefolgt von der Rot-Phase eingeschaltet. Anschließend wird die Ampel vollständig abgeschaltet, wodurch direkt von der Rot- in eine (nicht sichtbare) Grün-Phase übergeleitet wird.
Zuflussregelungsanlagen regeln mit Hilfe von LZA den Zufluss von Kraftfahrzeugen auf Autobahnen.
Mit Hilfe einer Vorrangschaltung können Busse, Bahnen und Einsatzfahrzeuge bereits vor Eintreffen am Knoten Grün anfordern (siehe unten).

### Bauliche Besonderheiten

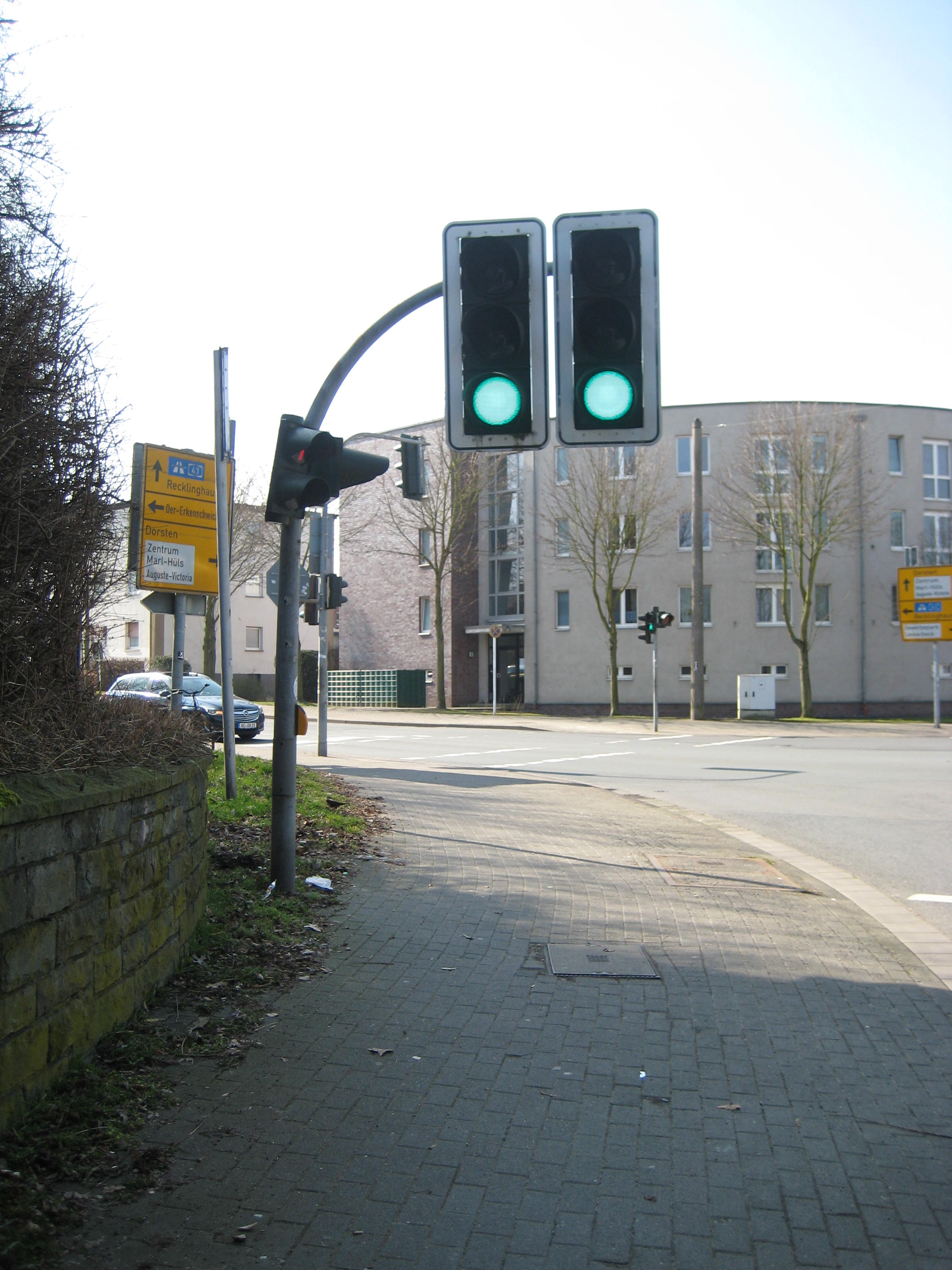
Sonderkonstruktion mit gekürztem Ampelmast. Aufgrund einer Sichteinschränkung durch eine Brücke wurde hier nur der obere Teil des Mastes verbaut

Wenn die Installation eines senkrecht stehenden Signalgebers beispielsweise durch eine Höheneinschränkung in einem Tunnel nicht möglich ist, so können diese waagerecht angeordnet werden, und zwar in der Reihenfolge Rot – Gelb – Grün von links nach rechts (gilt für den Rechtsverkehr). In Deutschland sind waagerechte Ampeln gemäß StVO nicht zugelassen.
Der nicht beleuchtete Grünpfeil in Deutschland ist eine Ergänzung an Lichtzeichenanlagen, durch die die Wartezeit für Rechtsabbieger bei bestimmten Verkehrssituationen verkürzt wird. Dargestellt wird er durch einen nach rechts gerichteten Pfeil auf einer kleinen Blechtafel rechts neben dem roten Licht der Ampel (Zeichen 720). Er erlaubt Fahrzeugen das Abbiegen nach rechts trotz rotem Lichtzeichen an einer Ampel, wenn sie zuvor an der Haltlinie angehalten haben und wenn eine Behinderung oder Gefährdung anderer Verkehrsteilnehmer, insbesondere des Fußgänger- und Fahrzeugverkehrs der freigegebenen Verkehrsrichtung, ausgeschlossen ist.
Mancherorts wird den Radfahrern ein Ampelgriff zum Festhalten angeboten.

### Zusätzliche Informationen für Verkehrsteilnehmer

#### Akustische Freigabesignale

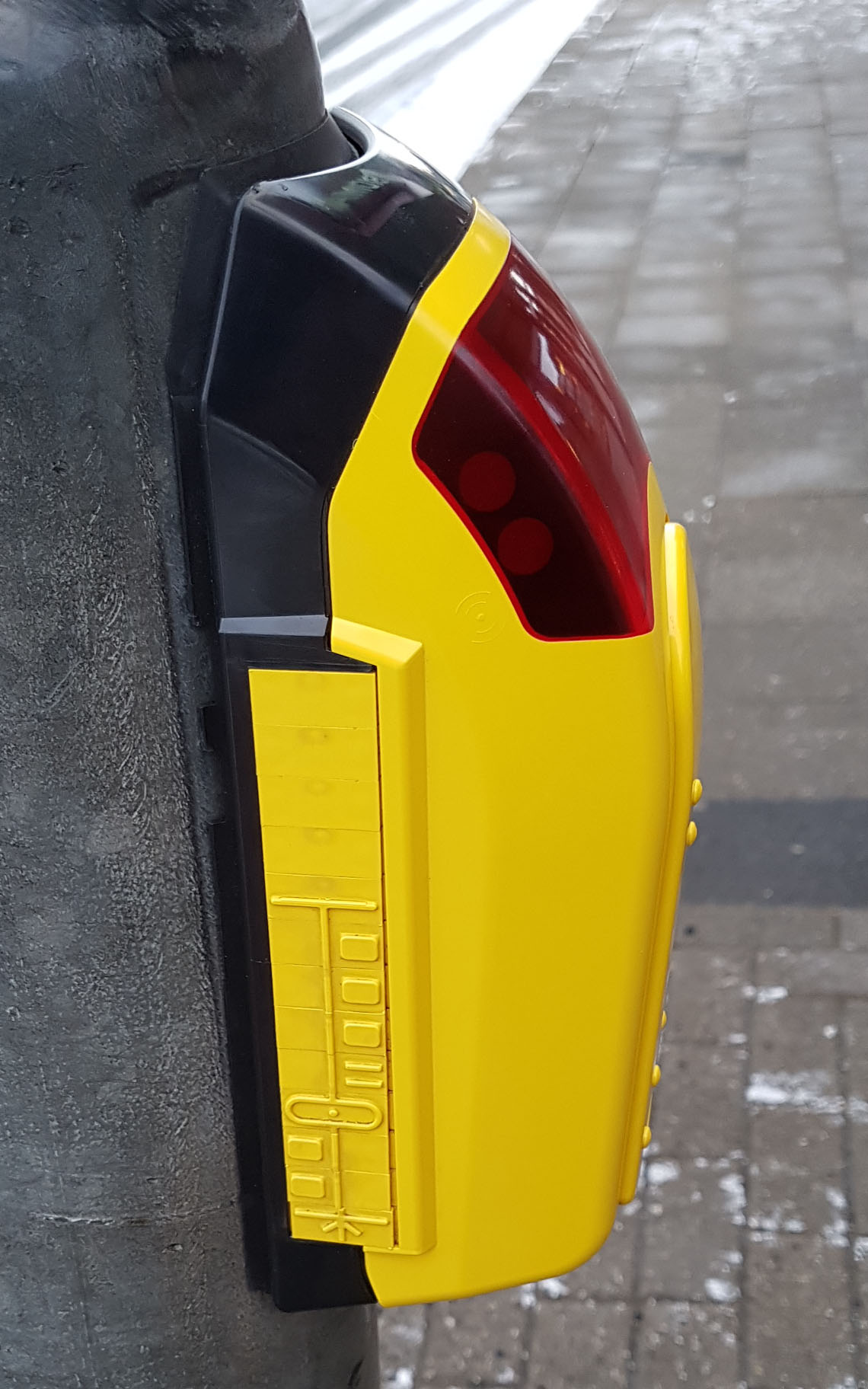
Reliefsymbol an einem Anforderungskontakt

Viele Fußgängerampeln sind in Umsetzung des Zwei-Sinne-Prinzips zusätzlich mit akustischen Freigabesignalen ausgestattet, durch die Sehbehinderte am Geräusch erkennen können, ob sie gehen dürfen oder nicht und in welcher Richtung die Freigabe erfolgt. Das akustische Freigabesignal muss eine Frequenz von 880 Hz ± 50 Hz haben und soll mit einer Taktfrequenz von 2 Hz ± 10 % betrieben werden. Das Ein-/Ausschaltverhältnis beträgt 1:1 ± 10 %. Um den Signalmast auffinden zu können, werden oft Pilottöne an den Signalmasten abgegeben. Sie müssen sich von den Freigabetönen deutlich unterscheiden. Die RiLSA schlagen ein Tickergeräusch im Dauerbetrieb vor, das im Umkreis von fünf Metern des Signalmastes zu hören sein soll. Eine weitere Möglichkeit sind taktile Signalgeber (meistens gelbe Kästchen), an deren Oberseite eine Vibrationsplatte mit einem tastbaren Pfeil angebracht ist. Bei Grün vibriert diese Platte.

#### Reliefsymbol
Für Sehbehinderte ist an den Seiten einiger Knopfdrücker die Querungssituation in einem symbolischen Relief dargestellt. Durch das Relief können Sehbehinderte sich einen Überblick über die Querung verschaffen.
Das Relief liest sich von unten nach oben. Es besteht aus verschiedenen Modulen, die je nach Übergang zusammengestellt werden. Jeder Übergang beginnt mit dem Startsymbol, bestehend aus einem Pfeil und einem breiten Strich, der den Bordstein darstellt. Anschließend folgen verschiedene weitere Module für Verkehrsspuren und Inseln. Abgeschlossen wird das Relief mit einem breiten Strich.
Module für Verkehrsspuren bestehen aus einem Strich in der Mitte und einem Symbol für die Verkehrsart rechts oder links vom Strich, je nachdem, aus welcher Richtung der Verkehr den Übergang kreuzt. Ist eine Kreuzung aus beiden Richtungen möglich, befindet sich das Symbol sowohl rechts als auch links. Ist der Übergang mit einer Ampel gesichert, so ist die mittlere Linie durchgezogen, sonst ist sie gestrichelt.
Ein Radweg wird mit zwei horizontal nebeneinanderliegenden Punkten, eine Kfz-Spur durch ein Rechteck und Straßenbahnschienen durch zwei übereinander liegende Linien dargestellt.
Inseln werden als Rechteck, das rechts und links Halbkreise besitzt, dargestellt. Befindet sich auf der Insel ein Anforderungskontakt für Fußgänger, so befindet sich in der Mitte des Rechtecks ein Punkt. Ist die Insel Zugang zu einer Haltestelle, so ist das Rechteck in Richtung der Haltestelle offen.
| Symbol                                              | Sicherung     | Typ                                | Richtung                       |
| --------------------------------------------------- | ------------- | ---------------------------------- | ------------------------------ |
| Übergangende                                        |               | Ende                               |                                |
| Zweirichtungsradweg im Zebrastreifen                | Zebrastreifen | Radweg                             | Zweirichtung                   |
| Radweg von rechts in einem Zebrastreifen            | Zebrastreifen | Radweg                             | rechts                         |
| KFZ-Spur von rechts in einem Zebrastreifen          | Zebrastreifen | Kfz-Spur                           | rechts                         |
| Straßenbahnschienen von rechts eines Zebrastreifens | Zebrastreifen | Straßenbahnschienen                | rechts                         |
| Nach links offene Insel mit Anforderung             |               | Haltestellen-Insel mit Anforderung | Haltestellenbereich nach links |
| Insel mit Anforderung                               |               | Insel mit Anforderung              |                                |
| Insel                                               |               | Insel                              |                                |
| Straßenbahnschienen von links einer Ampel           | Ampel         | Straßenbahnschienen                | links                          |
| KFZ-Spur von links einer Ampel                      | Ampel         | Kfz-Spur                           | links                          |
| Radweg von links einer Ampel                        | Ampel         | Radweg                             | links                          |
| Zweirichtungs-Radweg einer Ampel                    | Ampel         | Radweg                             | Zweirichtung                   |
| Start                                               |               | Start                              |                                |

#### Restzeitanzeige
Lichtsignalanlagen mit Restzeitanzeige (engl. TTG – time to green) zeigen in einem zusätzlichen Feld die verbleibende Wartezeit bis zum grünen Signal. Solche Anlagen existieren sowohl für den Kraftfahrzeugverkehr als auch für Fußgänger und sind in manchen Ländern die Regel, in Deutschland bisher sehr selten. In Augsburg hat es sich jedoch für den Straßenbahn- und Linienbusverkehr durchgesetzt. Außerdem gibt es in vielen Ländern Lichtzeichenanlagen, die die Restdauer der Grünphase anzeigen, so in Hamburg an der Binnenalster und am Bochumer Hauptbahnhof.
Bei verkehrsabhängig gesteuerten Lichtzeichenanlagen ist die Anzeige der Restzeit nur mit hohem Aufwand und nicht immer fehlerfrei möglich.

#### Countdown der Räumzeit
Lichtsignalanlagen mit Countdown der Räumzeit stellen in einem zusätzlichen Feld zu Beginn der Rotphase der Fußgänger mit Hilfe von weniger werdenden Balken dar, wie viel Zeit in etwa zum Räumen der Fahrbahn bis zur Grünphase des Querverkehrs bleibt. Derartige Ampeln wurden 2013 in Berlin getestet.

#### Geschwindigkeitssignal

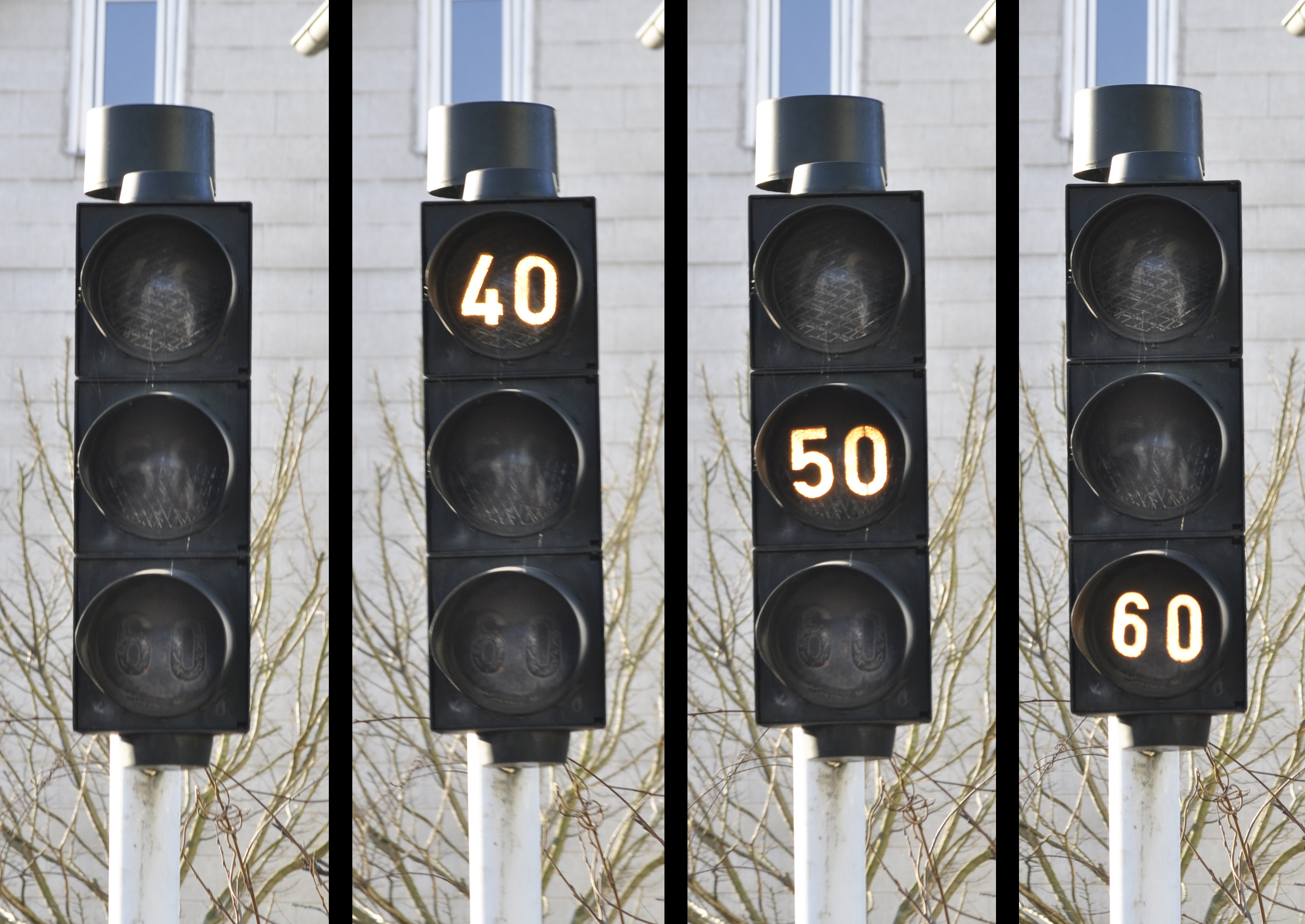
Bilder eines Geschwindigkeitssignals in Göttingen

Ein Geschwindigkeitssignal (engl. GLOSA – green light optimized speed advisory) ist entweder ein besonderes Lichtsignal einer Ampel, das mehrere hundert Meter vor der Ampel installiert ist, oder in eine Smartphone-App bzw. in den Bordcomputer eines Fahrzeugs integriert. Das Signal bzw. die Software empfiehlt dem Fahrzeugführer eine bestimmte Geschwindigkeit, damit er während eines grünen Ampelsignals eine Kreuzung passieren kann. Die angezeigte Geschwindigkeit ist eine Empfehlung, aber kein Tempolimit. Zukünftige Entwicklungen können den Bedarf einer Ampelsteuerung dadurch nichtig machen, dass die einzelnen Verkehrsteilnehmer miteinander kommunizieren und dann mit optimaler Geschwindigkeit möglichst ohne anzuhalten über die Kreuzung geführt werden.

## Lichtsignalsteuerung
Als Lichtsignalsteuerung wird die planmäßige Beeinflussung des Verkehrsablaufs durch Lichtsignale bezeichnet. Dafür kommt beispielsweise die sogenannte Einsatzpunktsteuerung zur Anwendung. Dabei handelt es sich um eine Lichtsignalsteuerung, bei der die Signalisierungszustände über festgelegte Einsatzpunkte geschaltet werden. Weiterhin kann die Festzeitsignalsteuerung verwendet werden. In diesem Fall kann der Verkehrsteilnehmer keinerlei Einfluss auf die Lichtsignalsteuerung nehmen (beispielsweise durch eine Bedarfsphase).
Grundsätzlich ist zwischen der Einzelsteuerung und der Gruppensteuerung zu unterscheiden. Bei der Einzelsteuerung erfolgt die Steuerung des Verkehrsablaufs mit einer Lichtsignalanlage ohne die Abstimmung mit anderen Lichtsignalanlagen. Bei der Gruppensteuerung dagegen wird zwischen mehreren Lichtsignalanlagen eine Abstimmung eingerichtet. Als Gruppenknotenpunkt wird ein Knotenpunkt einer Gruppe bezeichnet, bei der die Lichtsignalanlagen steuerungstechnisch miteinander verbunden sind.
Die Signalsteuerung lässt sich auch gut simulieren und kommt in der Informatik häufig als Praxisbeispiel zum Einsatz.

### Beeinflussung von Ampelphasen durch adaptive Verkehrssteuerung
Adaptive Verkehrssteuerung konnte in der frühen Verkehrstechnik lediglich auf Induktionsschleifen im Fahrbahnbelag und die Fußgängerdrücker zugreifen und so auf das Verkehrs- und Personenaufkommen reagieren.
Moderne Signalanlagen passen sich an folgende Einflussfaktoren an:
- Kameras oder Bewegungsmelder erkennen die Bewegung und den Überquerungsbedarf von Fahrzeugen, Fahrrädern oder Fußgängern.[47]
- Bodenschleifen erkennen Radfahrer auf Radwegen.
- Smartphone-Apps melden Radfahrer an der Ampel an oder geben die optimale Geschwindigkeit für eine grüne Radfahrwelle vor.[48]
- Fahren mehr Fahrzeuge als üblich in einer Grünphase, so kann diese durch Grünphasenverlängerung mehr Fahrzeuge passieren lassen. Die Grünphasenverlängerung wird auch genutzt, wenn die Ampel gemäß Programm eigentlich auf Rot schalten würde, aber noch ein Fahrzeug als Nachzügler erkannt wurde. Zur Erhöhung der Verkehrssicherheit wird die Grünphasenverlängerung genutzt, wenn sich zwei Fahrzeuge in der Dilemmazone[49] befinden und die Gefahr besteht, dass es zu einem Auffahrunfall kommt, wenn ein Fahrzeug bei Gelb bremst, ein nachfolgendes die Bremsung jedoch nicht bemerkt und gleichzeitig beschleunigt, um noch im letzten Moment die Kreuzung zu passieren.
- Der öffentliche Personennahverkehr (ÖPNV) kann automatisch oder auf Anforderung bevorzugt werden.[50]
- Einsatzfahrzeuge von Polizei, Feuerwehr und Rettungsdiensten werden zum einen zentral beschleunigt, indem die Zentrale die Ampelschaltungen entlang der geplanten Einsatzstrecke beeinflusst (engl. preemption mode), zum anderen gibt es aber auch die Möglichkeit, über codierte Lichtsender auf den Einsatzfahrzeugen und Empfängern an der Ampel den Weg auf Sichtweite freizuschalten.
- Mit steigenden Schadstoffwerten legen Städte und Gemeinden auch Wert auf eine emissionsrelevante Verkehrssteuerung.[51]

### Besondere Steuerungsarten

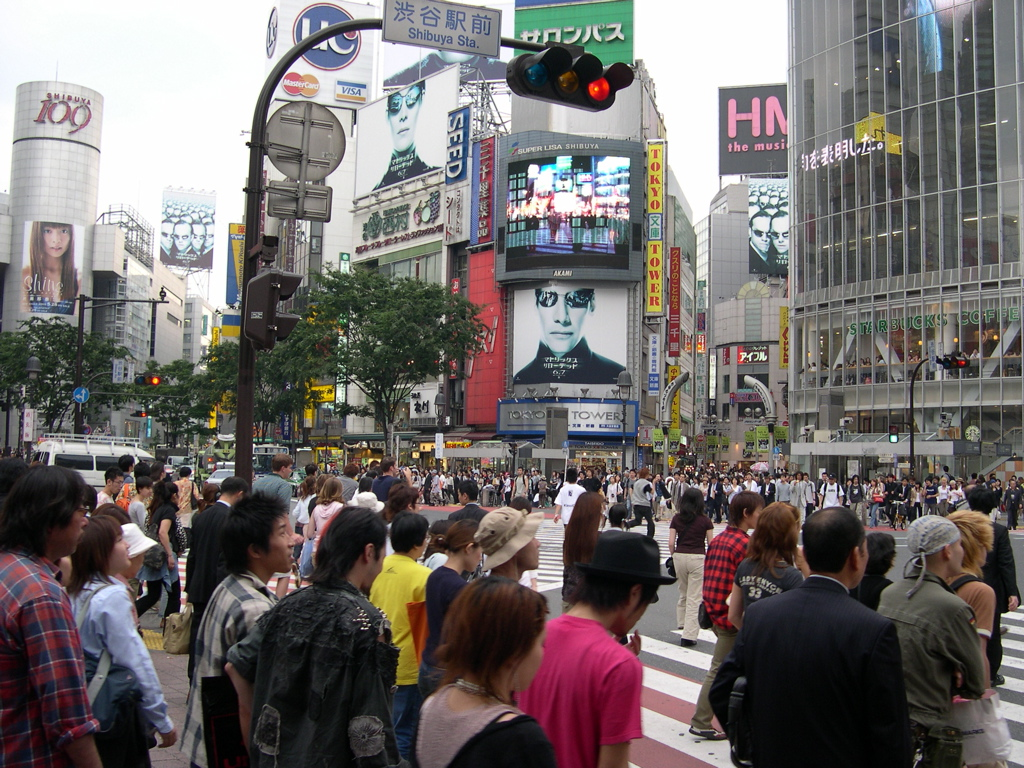
Fußgängerampel mit Rundum-Grün (Tokio, Stadtteil Shibuya)

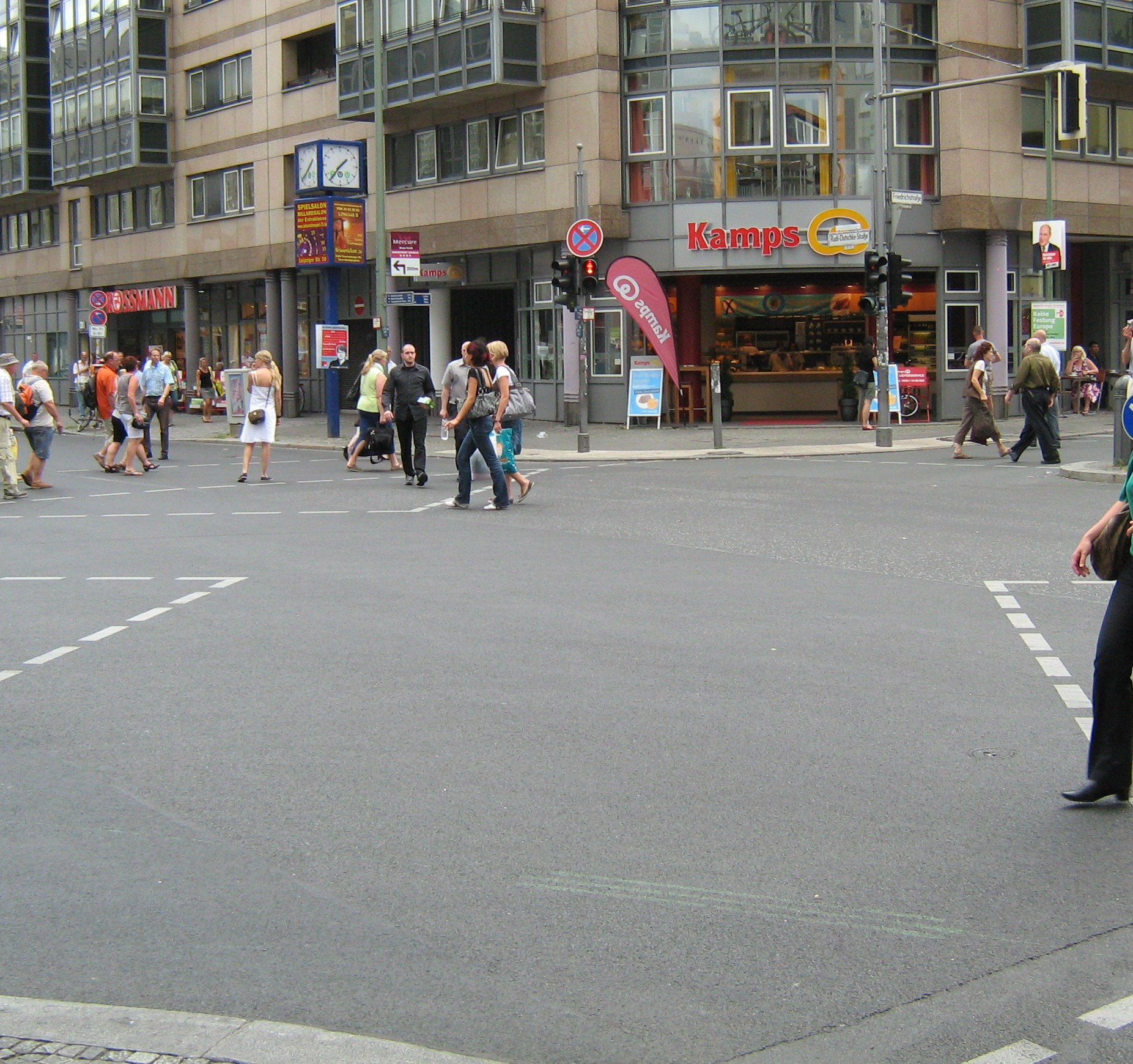
Fußgängerampel mit Rundum-Grün (Berlin, Friedrichstraße/Rudi-Dutschke-Straße)

Eine Sonderform der Ampelschaltung stellt das Diagonalqueren (Rundum-Grün) für Fußgänger dar. Dabei zeigen an einer Kreuzung alle Fußgängersignale gleichzeitig „Grün“, was ein beliebiges Überqueren der Kreuzung erlaubt. Abbiegeunfälle zwischen Fahrzeugen und Fußgängern werden damit vermieden, jedoch erhöht sich die durchschnittliche Wartezeit für alle Verkehrsteilnehmer. Diese in Japan sehr häufige Regelung ist in Europa kaum üblich. Mancherorts wird sie für den Fahrradverkehr eingesetzt, mit dem Risiko von Unfällen zwischen Radlern.
Eine weitere, beispielsweise in der Schweiz sehr verbreitete Sonderart stellt die Schaltung „Alles Rot – sofort Grün“ dar. In der Ruhestellung zeigt die Ampelanlage an allen Signalgebern „Rot“. Über entfernt liegende Detektoren (z. B. bei zulässiger Geschwindigkeit von 50 km/h in 65 m Entfernung zur Haltlinie) oder an den Masten angebrachte Anforderungsgeräte für Fußgänger kann die Grünphase angefordert werden. Die Umschaltung erfolgt hier in der Regel sofort, da nach längeren Rotzeiten keine Zwischenzeiten mehr abgewartet werden müssen. Annähernde Fahrzeuge können, ohne zu verzögern, den Knoten passieren, schnellere Fahrzeuge (über 50 km/h) müssen hingegen ihre Geschwindigkeit reduzieren.

### Ausfallsicherung
Fällt die Steuerung einer Lichtzeichenanlage aus oder tritt eine Störung auf, wird automatisch ein Signalnotprogramm oder ein Ersatzsignalprogramm gestartet, und die Signale der „Nebenrichtungen“ erhalten gelbes Blinklicht. Falls die Rotlichter eines „Haupt-Kfz-Signals“ ausfallen, ist eine Rotausfallsicherung eingebaut, und die Anlage schaltet ebenfalls auf Gelb blinkend.
Eine autarke Signalsicherung bewirkt, dass nicht durch etwaige Schalt- oder Bauteilfehler zwei kreuzende Richtungen gleichzeitig Grün („Feindliches Grün“) haben. In diesem Fall wird ebenso auf Gelb blinkend geschaltet.
Das gelbe Blinklicht weist auf eine Gefahrensituation hin, an der man Vorfahrt gewähren muss, und es müssen an Kreuzungen und Einmündungen mit Lichtsignalanlagen für einen eventuellen Ausfall der Anlage immer vorfahrtregelnde Verkehrszeichen vorhanden sein. Es gelten also die sonstigen Verkehrsregeln entsprechend Kreuzungen und Einmündungen ohne Lichtzeichenanlagen.
An Kreuzungen, die nachts nicht sehr stark frequentiert sind, werden die Lichtsignalanlagen oft ab einer bestimmten Uhrzeit abgeschaltet, so dass – analog zum oben beschriebenen Ausfall einer Anlage – nur noch gelbes Blinklicht gezeigt wird. Auf der vorfahrtberechtigten Straße sind die Signalgeber dunkel. Das Risiko für schwere Unfälle steige dann um etwa 25 %, und der volkswirtschaftliche Schaden sei deutlich höher als die Stromkosten, die von der Kommune eingespart werden. Unter anderem die Unfallforschung der Versicherungen (UDV) hält deshalb das Ampelabschalten aus Gründen der Verkehrssicherheit für unvertretbar. Der Landesbetrieb Straßen NRW hat 2011 errechnet, dass das Abschalten einer Kreuzungsanlage etwa 330 Euro pro Jahr spart und das Abschalten der Fußgängerampeln etwa 155 Euro.  Wenn Ampeln auf LED-Leuchten umgestellt sind, verliert der Stromspareffekt stark an Bedeutung.

## Verhalten im geschützten Bereich einer Ampelanlage

### Rotlicht
Rotlicht zeigende Lichtzeichenanlagen haben Vorrang vor anderen Verkehrszeichen und dürfen nicht passiert werden, außer wenn von einem Verkehrsposten anderslautende Weisungen erteilt werden. In Deutschland gibt es noch die Ausnahme mit der Tafel Grünpfeil, bei der man nach Anhalten ebenfalls bei Rot abbiegen darf. Ein Fahrzeug muss im Normalfall vor den Haltlinien angehalten werden. Ein Rotlichtverstoß liegt bereits vor, wenn sich der Fahrzeugführer in den sogenannten geschützten Bereich begibt. Bei kameraüberwachten Kreuzungen wird immer eine Kontrollaufnahme angefertigt, da der Fahrzeugführer wieder zurückgefahren sein könnte.
Bei Rot muss vor der ersten Haltlinie gehalten werden. Bei Einmündungen kurz vor der Ampelanlage, an Grundstücksausfahrten oder an Taxistandplätzen kann es zwei Haltlinien geben. Die erste Haltlinie ist für den regulären Verkehr verbindlich, wohingegen die zweite, hinter der ersten und damit näher an der Ampel liegende Haltlinie für den besonderen Verkehr verbindlich ist. Hält der reguläre Verkehr bei Rotlicht nicht an der ersten Haltlinie, liegt gemäß ständiger Rechtsprechung ein Rotlichtverstoß vor.
Bringt man das Fahrzeug in einem zu großen Abstand vor der Haltlinie zum Stehen, kann es sein, dass man von in der Fahrbahn verlegten Induktionsschleifen nicht registriert wird. Bei verkehrsabhängigen LZA wird dadurch das Grün der eigenen Fahrtrichtung nicht angefordert, und es bleibt Rot, bis man zur Haltlinie vorrückt.
Nähert sich ein Einsatzfahrzeug mit Blaulicht und Einsatzhorn, dem nicht anders Platz gemacht werden kann, soll der Verkehrsteilnehmer unter Wahrung der nötigen Vorsicht gerade so weit über die Haltlinie hinausfahren, dass das Einsatzfahrzeug passieren kann, und nur, wenn dies ohne konkrete Verkehrsgefährdung möglich ist (vgl. Vorfahrtsregeln).

### Gelblicht
Zeigt die Ampel Gelb, darf noch ausnahmsweise weitergefahren werden, aber lediglich dann, wenn mittleres Bremsen das Fahrzeug nicht mehr vor der Haltlinie zum Stehen brächte. Wer bei Gelb stark bremst, handelt in aller Regel korrekt. Ein auffahrendes Fahrzeug ist in diesen Fällen meist der hauptsächlich schuldige Unfallverursacher (auf Grund mangelnden Sicherheitsabstands). Diese Verantwortung des Nachfolgenden ist nur dann ausgeschlossen, wenn der Abbremsende bewusst einen Auffahrunfall provozieren wollte. Ohne Beweise (Zeugen) wird ein derartiger Nachweis jedoch schwierig sein. Wird die Lichtzeichenanlage überfahren, obwohl sie Gelb anzeigt und der Fahrer gefahrlos hätte bremsen können, so zieht dies ein Verwarnungsgeld in Höhe von 10 Euro nach sich.
In der VwV-StVO (Deutschland) wird die Dauer der Gelblichtphase abhängig von der zulässigen Höchstgeschwindigkeit der Zufahrt folgendermaßen empfohlen: 3 s bei zul. v = 50 km/h, 4 s bei zul. v = 60 km/h und 5 s bei zul. v = 70 km/h (siehe § 37 Punkt 17 IX. VwV zur StVO). Die Gelblichtphase wird Entleerungsphase und Räumungszeit genannt, da es während dieser Zeit möglich sein sollte, den nachfolgenden Straßenabschnitt für den Verkehr zu räumen, der die Grünphase erhalten wird.

### Grünlicht
Grün entbindet nicht von der Sorgfaltspflicht. Selbst wenn man meint, weder die Geschwindigkeit verlangsamen noch anhalten zu müssen, gibt es Besonderheiten. Wenn die Ampel auf Grün wechselt und sich noch Nachzügler im ampelgeregelten Bereich (sog. geschützter Bereich) befinden, sind diese grundsätzlich bevorrechtigt, die Kreuzung zu räumen.
An einigen Kreuzungen mit hoher Verkehrsdichte gibt es eine separate Schaltung für Abbieger in bestimmte Richtungen (grüner Pfeil); das heißt, nur dieser Abbiegeverkehr hat Grün und braucht keinen entgegenkommenden Verkehr zu beachten, da dieser steht (sogenannte Freiampel).
Abbiegen darf der Verkehr üblicherweise nach links jedoch nur, wenn er Schienenfahrzeuge dadurch nicht behindert. Das heißt, wer abbiegen will, muss entgegenkommende Fahrzeuge durchfahren lassen: Schienenfahrzeuge, Fahrräder mit Hilfsmotor und Radfahrer auch dann, wenn sie auf oder neben der Fahrbahn in der gleichen Richtung fahren. Dieses gilt auch gegenüber Linienomnibussen und sonstigen Fahrzeugen, die gekennzeichnete Sonderfahrstreifen benutzen. Auf Fußgänger muss er besondere Rücksicht nehmen, und nötigenfalls muss er warten.

### Gelbes Blinklicht
Um Energie und Kosten zu sparen, sind in den 1980er Jahren Städte und Gemeinden dazu übergegangen, Ampeln zu Zeiten geringeren Verkehrsaufkommens nur mit Blinklicht zu betreiben (Nachtabschaltung). Wenn eine Ampel gelb blinkt, ist der Einfahrende in die Kreuzung zu erhöhter Vorsicht aufgerufen und muss gegebenenfalls anderen die Vorfahrt gewähren. Es gelten die ausgewiesenen Verkehrszeichen. Steht an einer Einmündung ein Stoppschild (Zeichen 206), so muss an der Haltlinie und erforderlichenfalls nochmals an der Sichtlinie gehalten werden (Anlage 2, lfd. Nr. 67 zu § 41 StVO). Steht hingegen ein Zeichen 205 (Vorfahrt gewähren!) an einer Einmündung, so darf auch ohne vorher anzuhalten in die Straße eingebogen oder die Straße überkreuzt werden. Bevor auf Gelbblinken geschaltet wird, werden oftmals alle Verkehrsachsen aus Sicherheitsgründen für kurze Zeit auf Rot geschaltet.
In Deutschland blinken abgeschaltete Ampelanlagen meist nur in der Nebenrichtung, in Polen, Italien, Österreich und der Schweiz wird das gelbe Blinklicht für alle Richtungen angezeigt.
In den USA und Kanada, wo üblicherweise keine zusätzlichen Verkehrszeichen zur Vorfahrtsregelung bei Ampelausfall wie in Europa vorhanden sind, wird in der Nebenrichtung rotes Blinklicht angezeigt, was die Bedeutung eines Stoppschildes besitzt und die Fahrzeuglenker zum Anhalten an der Sichtlinie verpflichtet. In der Hauptrichtung wird gelbes Blinklicht („Achtung“) verwendet.
Gelbes Blinklicht wird während des normalen Betriebs von Ampelanlagen zudem als Passive Permit Left Turn (PPLT) – so der existierende amerikanische Fachbegriff – verwendet, um Abbieger vor gleichzeitig freigegebenem Gegenverkehr sowie vor Fußgängern und Radfahrern zu warnen. In seltenen Fällen wird einer ganzen Fahrtrichtung an Stelle von Grün ein gelbes Blinklicht gezeigt (wie in Augsburg am Bahnhofsplatz). In Frankreich und in der Schweiz sind an Baustellen Ampeln anzutreffen, die an Stelle des grünen Signals ein gelbes, blinkendes besitzen. Hier soll der Verkehrsteilnehmer zu erhöhter Vorsicht ermahnt werden. Diese gelben Schutzblinker werden in separatem Gehäuse am Hauptsignal angebracht und mit einem Richtungspfeil versehen, wenn der Vortritt für Fußgänger nur für den abzweigenden Verkehr gilt und deren Fußgängerfurt parallel zur Richtung geradeaus ebenfalls Grün zeigt.

### Fußgängersignal
Wenn das Fußgängersignal von Grün auf Rot springt, sollen alle Fußgänger, die die Fahrbahn schon betreten haben, zügig die Furt überqueren oder bis zur nächsten sicheren Aufstellfläche weitergehen.
Mit Rotbeginn fängt die Räumzeit der Fußgänger an, die sicherstellt, dass Fußgänger den gesamten gesicherten Bereich mit einer Geschwindigkeit zwischen 1,0 und 1,5 m/s (in der Regel 1,2 m/s) bis zum nächsten sicheren Bereich queren können. Erst danach wird der die Fußgängerfurt kreuzende Verkehr freigegeben. Für abbiegende Fahrzeuglenker bedeutet eine rot signalisierte Fußgängerfurt nicht, dass sich dort keine Fußgänger befinden.
Wird ein gemeinsames Signal für Fußgänger und Radfahrer verwendet, hat dies insbesondere bei großen Kreuzungen unnötig lange Wartezeiten für Radfahrer zur Folge, die die Kreuzung zu Beginn der Rotphase für Fußgänger aufgrund ihrer höheren Geschwindigkeit noch sicher passieren könnten. Aus diesem Grund wird oft eine zusätzliche Radampel angebracht, die manchmal später auf Rot schaltet. In den Vereinigten Staaten können sich Radfahrer gut an den kurz vor der Rotschaltung rot blinkenden Fußgängersignalen orientieren, die oft an einen abwärts zählenden Countdown gekoppelt sind. Blinkt das Fußgängersignal bereits, weiß der Radfahrer, dass er beschleunigen muss, um nicht warten zu müssen. Ist der Countdown bis 2 (kleine Kreuzung) oder 5 (große Kreuzung) fortgeschritten, weiß der Radfahrer, dass die Zeit zum sicheren Überqueren der Kreuzung nicht mehr ausreicht. Unmittelbar mit Dauerrot für den Fußgänger (bei Countdown unmittelbar folgend auf „1“) beginnt das Gelbsignal für den Autoverkehr.
Die Signalfarbe „Gelb“ wird in Deutschland für Fußgängerampeln in aller Regel nicht genutzt. Ausnahme ist die Stadt Düsseldorf, wo es „Rot-Gelb-Grün“-Ampelphasen gibt. Bisweilen sind Auswärtige irritiert über diese als Sicherheitsphase bezeichnete Signalfolge, weshalb die Stadt Düsseldorf eine achtseitige Broschüre mit dem Titel „Gelbzeit: Die Sicherheits-Phase an Düsseldorfer Fußgängerampeln“ auflegte.
Fußgängersignale können sehr unterschiedlich gestaltet sein. Verbreitet ist das sogenannte Ampelmännchen, auch mit regionalspezifischen Varianten wie dem Mainzelmännchen. Seltener sind Ampelfrauen oder Ampelpärchen.

### Ampelversagen
Wenn eine Ampel ausgefallen ist, wird sie mutmaßlich im gesamten Kreuzungsbereich nicht mehr ordnungsgemäß funktionieren. Eingebaute Schutzschaltungen sorgen daher dafür, dass nicht an zwei querenden Fahrbahnen gleichzeitig Grün angezeigt wird. Außerdem muss gewährleistet werden, dass bei Ausfall des Rotlichts eine querende Fahrbahn nicht trotzdem Grün angezeigt bekommt. Üblicherweise schaltet eine Lichtzeichenanlage entweder auf gelb-blinkend oder schaltet ganz ab. Um den Verkehrsfluss trotzdem zu regeln, sind oft neben den LSA verkehrsregelnde Verkehrszeichen angebracht. Regeln Polizisten den Verkehr, gelten deren Zeichen und Weisungen und sind allen anderen Signalen und Verkehrszeichen vorrangig (auch bei funktionierender LSA). Die Weisungen entbinden die Verkehrsteilnehmer jedoch keinesfalls von der eigenen Sorgfaltspflicht (in Deutschland § 1 Abs. 2 StVO).

## Rechtliche Bedeutung in Deutschland
Im deutschen Verkehrsrecht gelten zunächst die allgemeinen Verkehrsregeln, d. h. die §§ 2 bis 35 StVO. Verkehrszeichen gelten diesen gegenüber nach § 36 StVO vorrangig. Die LSA sind wiederum vorrangig gegenüber Verkehrszeichen nach § 37 Abs. 1 StVO. Den LSA vorrangig sind Zeichen und Weisungen von Polizeibeamten. Die Verhaltensregeln sind in § 37 StVO festgelegt. Verkehrsordnungswidrig handelt derjenige, der die LSA missachtet § 49 Abs. 3 Nr. 2 StVO. Überfährt ein Kraftfahrzeugführer die Haltlinie und fährt in den geschützten Bereich ein, nachdem die LSA über eine Sekunde Rot zeigte, handelt es sich um einen qualifizierten Rotlichtverstoß. Es drohen mindestens ein Monat Fahrverbot, mindestens 200 Euro Bußgeld sowie zwei Punkte in Flensburg. Für die Überwachung des Rotlichtes werden verschiedene Maßnahmen von den Polizei- und Ordnungsbehörden ergriffen.
Der Träger der Straßenbaulast ist für die Aufstellung und den Unterhalt der LSA zuständig. Bau und Betrieb von Lichtzeichenanlagen sind in der Richtlinie für Lichtsignalanlagen (RiLSA) beschrieben.

## Verbesserungsvorschläge
Es wird gelegentlich kritisiert, dass die Querungszeit einzelner oder zahlreicher Ampeln für Fußgänger zu kurz sei, um sicher den gegenüberliegenden Gehsteig zu erreichen. Besonders schwer wiegt dies bei Älteren oder Kranken, wenn sie nur langsam gehen können. Aus rechtlicher Sicht muss die Ampel nur beim Betreten der Fahrbahn auf „Grün“ stehen; wenn sie danach unterwegs auf „Rot“ wechselt, darf und soll der Fußgänger zügig seinen Weg zur anderen Seite vollenden, da die Rotphase der kreuzenden Verkehrsströme um eine ausreichend lange Räumzeit verlängert ist bzw. es zumindest sein soll. Die zulässige und sichere Querungszeit ist dementsprechend länger als die Grünphase selbst. Gleichwohl wird teilweise bereits die gesamte Querungszeit einschließlich Puffer als zu kurz empfunden, sowie ferner kritisiert, dass Fußgänger deren Ende gar nicht genau wissen können.
Im Herbst 2015 nahm das Straßenamt der Stadt Graz den webbasierten Ampelbewertungdienst „Traffic Check“ in Betrieb und erhielt in der ersten Woche 800 Rückmeldungen mit Kritik und Verbesserungsvorschlägen. Zwei Drittel betraf Kfz-Verkehr, ein Drittel Fuß- und Radverkehr. Themen waren „Grüne Welle, Wartezeit für Fußgänger und Konflikte zwischen Rad- und Autoverkehr.“

## Besondere Ampeln

### Heuer-Ampel

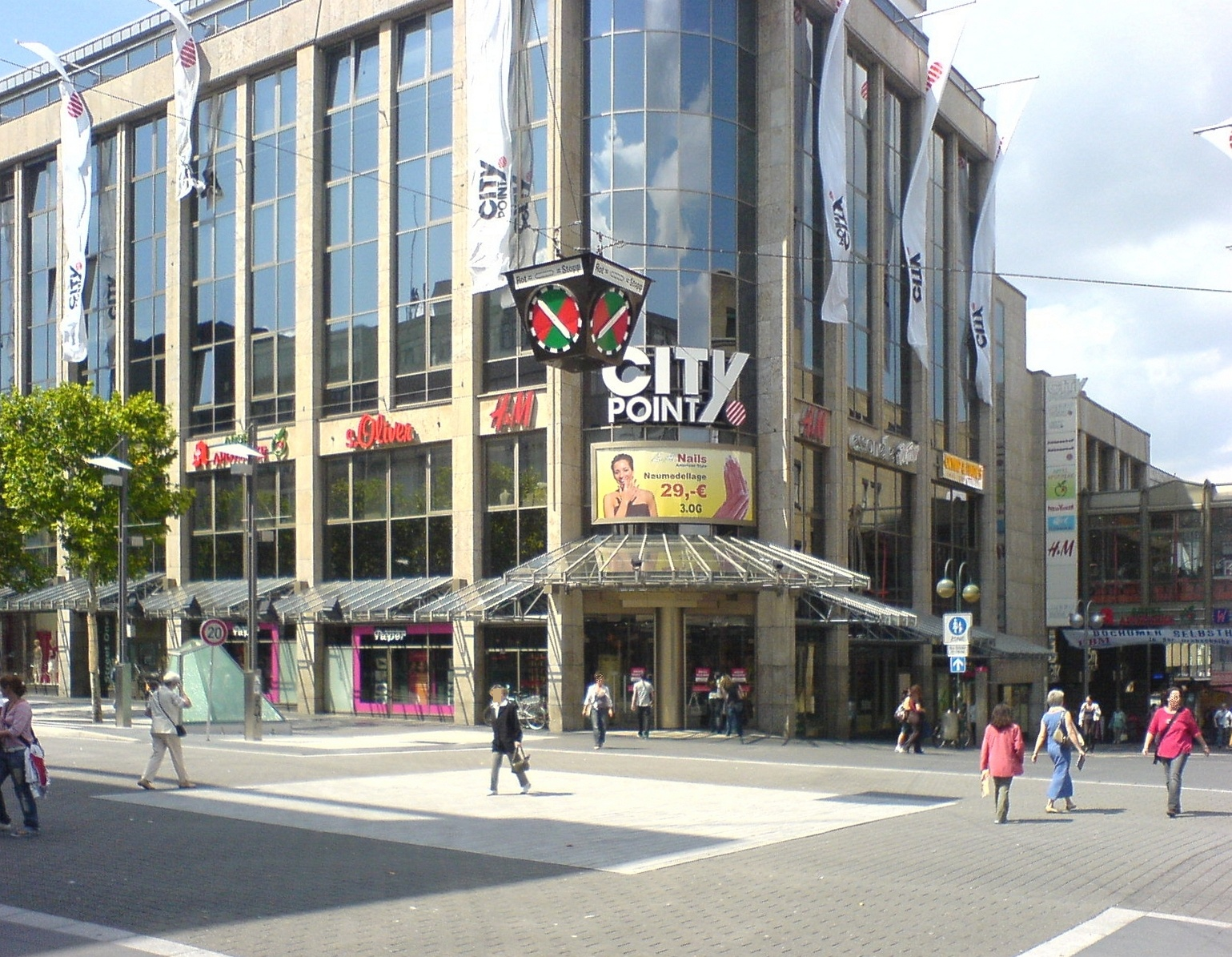
Heuerampel (Bochum)

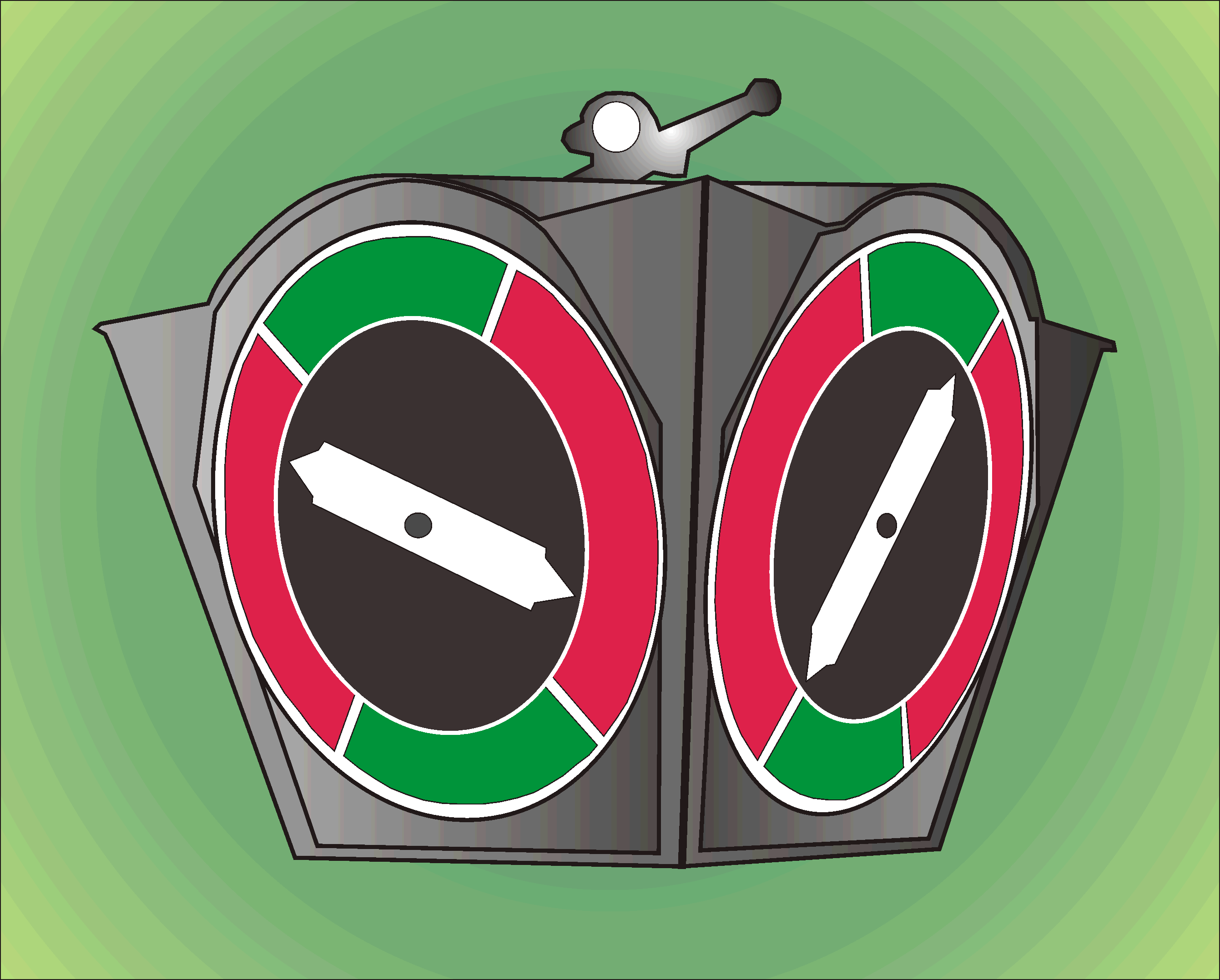
Heuerampel

Die Heuer-Ampel geht auf den Erfinder Josef Heuer und das Unternehmen Heuer-Hammer, ein Bearbeitungswerk in Iserlohn-Grüne, zurück. Heuer-Ampeln sind eine besondere Form von Lichtsignalanlagen, die von den 1930er bis in die 1960er Jahre in Deutschland, den Niederlanden und Österreich (Wien) verwendet wurden. (z. B. Dresden, Albertplatz, ab den 1930er Jahren). Es sind würfelförmige Gebilde, die mit Drahtseilen über einer Kreuzung hingen. Sie waren hauptsächlich für einfache Verhältnisse, beispielsweise wenn sich zwei Straßen im rechten Winkel kreuzten, geeignet. Im Zuge der fortschreitenden Motorisierung in den 1950er Jahren ergaben sich Probleme. Zum 31. Dezember 1972 war entsprechend der seinerzeit reformierten StVO der Betrieb von Heuer-Ampeln als Verkehrsregelungsanlage nicht mehr genehmigungsfähig.
Der Nachbau einer Heuerampel ist in Bochum an historischer Stelle über der Kreuzung Bongardstraße/Kortumstraße zu sehen. In Detmold wurde ein Gerät restauriert, das nun an der Einfahrt der dortigen Technischen Hochschule OWL (THOWL) aufgehängt ist.
Eine sehr ähnliche Anlage existierte unter dem Namen Marshalite in Australien. Sie hatte sogar eine Gelbphase.

### Dallas Phasing

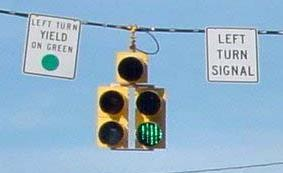
Fünf-Feld-Signalgeber mit Dallas Phasing für Linksabbieger

Dallas Phasing war ein Design eines Fünf-Feld-Signalgebers für Kreuzungen mit Passive Permit Left Turn (erlaubt das Linksabbiegen, wobei der Gegenverkehr Vorrang hat) in Texas, der das Grün des Gegenverkehrs mit einer gestreift geschwärzten grünen Blende spiegelte. Dallas Phasing wurde eingeführt, um die „Yellow Trap“ zu unterbinden, die bei Signalgebern auf der gegenüberliegenden Seite der Kreuzung bei unterschiedlich geschalteter Phase des Gegenverkehrs auftrat. Im Manual on Uniform Traffic Control Devices (MUTCD) von 2009 wurde das Dallas Phasing, nach über 15 Jahren, verboten und einheitlich durch den gelb blinkenden Pfeil ersetzt.

### Bettelampel
Der Begriff „Bettelampel“ bezeichnet eine phasengesteuerte Ampel mit separaten Taster für den Rad- und Fußgängerverkehr. Dies ist zu unterscheiden von einer bedarfsgesteuerten Ampel. Während der Verkehr auf der Fahrbahn ein grünes Signal hat und fließen kann, gibt es für den Radverkehr auf der Nebenfläche einen Taster mit gesondertem Signal. Eine Betätigung des Tasters führt dazu, dass bei der nächsten Phase die Nebenflächenampel zusammen mit der Fahrbahnampel ein grünes Signal erhält.
Im Oktober 2021 begann ein Pilotprojekt in Karlsruhe zu Fußgängerampeln, die in der Grundstellung für Fußgänger grün zeigen und für die Fahrbahn nur durch Anforderung per Induktionsschleife oder Radarsensor umschalten.

### Lärmampel
Die Polizei in Mumbai, Indien, hat eine Ampelanlage getestet, welche die Lärmbelästigung durch hupende Verkehrsteilnehmer reduzieren soll. An der Ampelanlage wurden Dezibel-Messgeräte angeschlossen. Wenn diese einen Messwert von mehr als 85 Dezibel detektieren, bleiben die Ampeln länger rot. Vergleichbares gibt es auch für Geschwindigkeitsüberschreitungen.

### Rot-Gelb-Gelb-Ampel
In Göttingen-Weende existierte eine Ampel mit zwei gelben Signalen. Statt Grün wurde ein dauerhaftes gelbes Signal geschaltet. Dies sollte Fahrschülern das sichere Verlassen eines Parkplatzes ermöglichen, allerdings war diese Signalisierung nach der aktuellen deutschen Straßenverkehrsordnung nicht regelkonform. Hierzu hätte das gelbe Licht blinken müssen, was bei dieser Ampel nicht der Fall war.

### Dauerrote Ampeln
In Dresden existierte von 1987 bis 2016 mindestens eine Ampel in Verbindung mit einem grünen Pfeil, welche permanent Rot zeigte. Sie sollte verbotenes Linksabbiegen an dieser Stelle verhindern. Eine einfachere Lösung – zum Beispiel ein Stoppschild und das Zeichen 209 – war nicht möglich, weil sich an einer ampelgeregelten Kreuzung an jeder Zufahrt eine Ampelanlage befinden muss.

### Blaue Ampel

#### Blaue Fahrradampel
Testweise wurden in Düsseldorf, Hamburg, Berlin und Hildesheim neben den rot-gelb-grünen auch blaue Fahrradampeln eingeführt. Die Bedeutung des blauen Lichtsignals variierte dabei von Fall zu Fall. Während in Düsseldorf bei einigen Ampeln nur darauf aufmerksam gemacht werden sollte, dass die Ampel nicht für andere Verkehrsteilnehmer gilt, sollte eine andere Variante ohne grünes Licht mitteilen, dass die Straße frei sei, wenn nur noch die blaue Lampe durchgängig leuchtet (Linksabbiegerampel). In Hildesheim wiederum signalisierte das zusätzliche Signal den wartenden Radfahrern, dass die Ampelsteuerung sie erkannt habe und dass es für die Radler gleich grün werde.

#### Blauton in Japan
Früher gab es in Japan nur ein Wort für blau und grün (aoi). Auch wenn es inzwischen verschiedene Wörter für blaue und grüne Farben gibt, so wird das unterste Licht einer Ampel umgangssprachlich als aoi beschrieben. Dies war auch eine lange Zeit so, bis das Wort midori auftauchte, welches mehr oder weniger grün ist. Anstatt die Bezeichnung von aoi zu midori zu ändern, beschloss die japanische Regierung, dem grünen Licht einen blauen Ton hinzuzufügen.

## Ampeln in der Kunst
Lichtkunst mit Signalgebern sind:
- Traffic Light Flower von Brunner und Ritz hinter dem Gaswerk Moosach der Stadtwerke München,
- Traffic Light Tree von Pierre Vivant in London.